# Chemin de fer de la baie de Somme
Le Chemin de fer de la baie de Somme (CFBS) est un chemin de fer touristique français, géré par une association sans but lucratif, qui circule de février à décembre entre Le Crotoy et Cayeux-sur-Mer via Noyelles-sur-Mer et Saint-Valery-sur-Somme, sur une ligne à voie métrique appartenant à l'ancien réseau d'intérêt local de la Somme. Il dessert trois stations balnéaires de la Baie de Somme : Le Crotoy, Saint-Valery-sur-Somme et Cayeux-sur-Mer.
L'association CFBS est née en 1970 et au fil des années, elle est devenue un acteur majeur du développement touristique de la Côte Picarde, mais aussi de la préservation de la sauvegarde et de la mise en valeur du patrimoine ferroviaire du Réseau des Bains de Mer, en restaurant complètement des voitures, wagons, locomotives à vapeur et des locomotives diesel.

## Histoire jusqu'à la création du CFBS

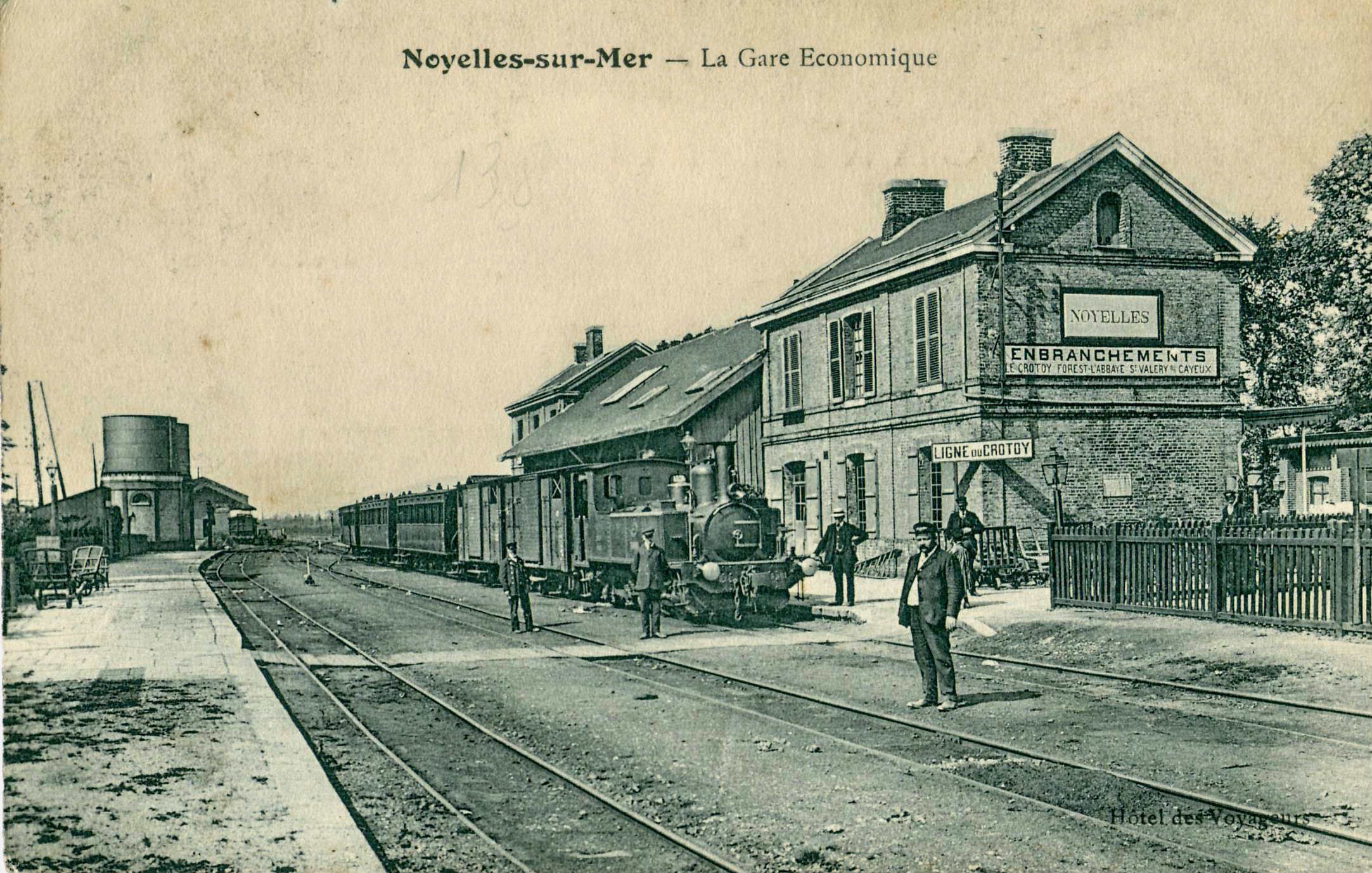
La gare de Noyelles-sur-Mer au temps des Chemins de fer départementaux de la Somme.

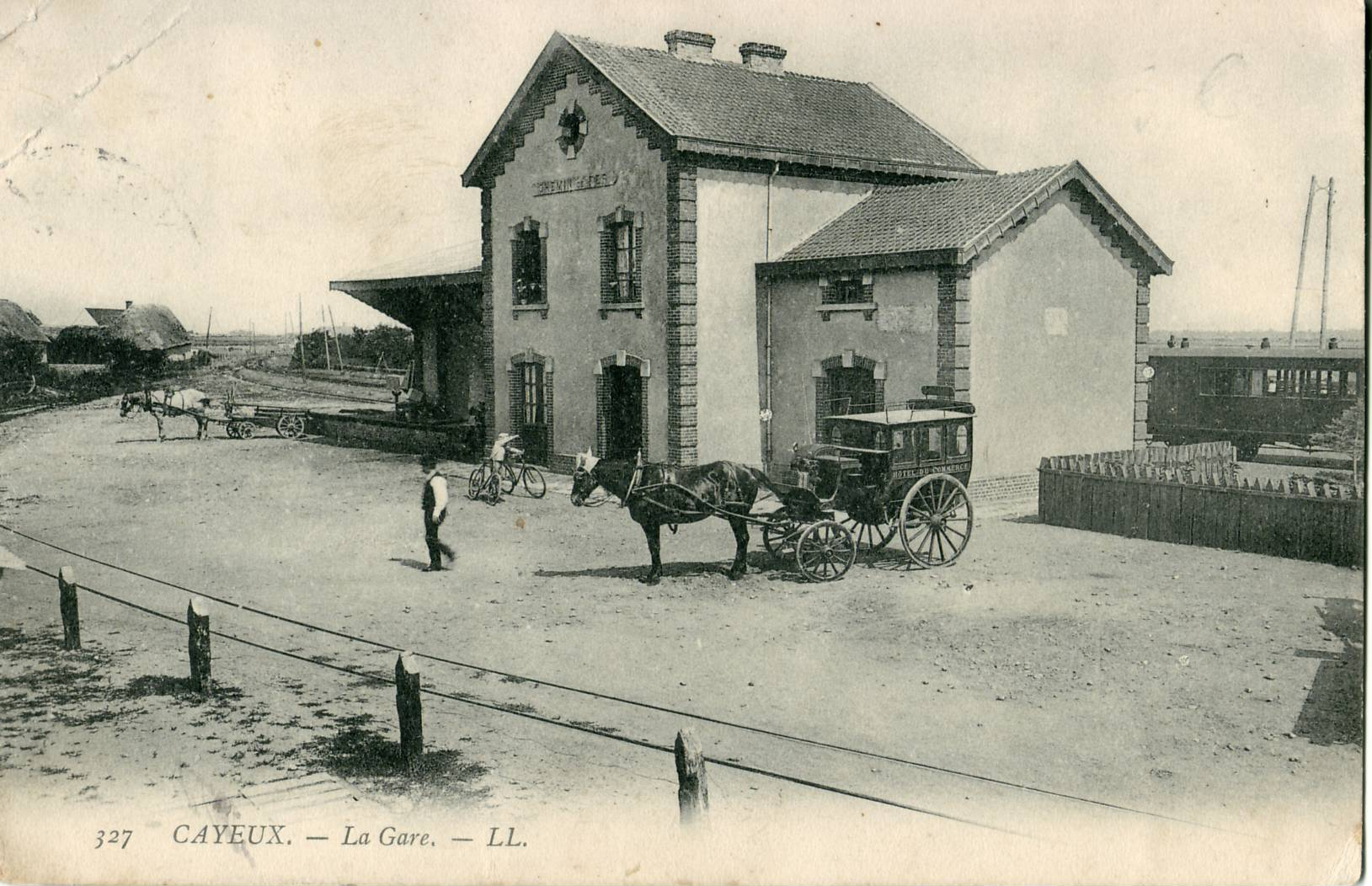
La gare de Cayeux-sur-Mer au temps des Chemins de fer départementaux de la Somme.

- 1846-1848 : La Compagnie du Nord ouvre sa ligne Paris - Boulogne-sur-Mer, avec une gare à Noyelles-sur-Mer mise en service en novembre 1847.
- Par le décret du 17 octobre 1854 : La Compagnie des chemins de fer du Nord obtient l'autorisation de construire une ligne de chemin de fer à voie normale de Noyelles à Saint-Valery-sur-Somme, sous réserve que la construction soit réalisée dans un délai de quatre ans.
- Le 5 juin 1858, un embranchement est réalisé sur une longueur de 5 585 m et est prolongé par une voie en impasse de 1 490 m afin de desservir le port de Saint-Valery-sur-Somme, l'acheminement des wagons sur le port étant assuré par traction hippomobile.
- Loi du 17 janvier 1885 : une déclaration d'utilité publique du réseau d'intérêt local de la Somme qui comprenait au total 328 km de lignes, dont 68 km pour le groupe dit des « Bains de Mer » auquel appartenaient les lignes du CFBS, l'exploitation en était assurée par la société générale des chemins de fer économiques (SE).
- 1887 : ouverture des lignes à la circulation : le 1er juillet pour la ligne de Noyelles - Le Crotoy, le 6 septembre pour la ligne de Noyelles - Saint-Valery-sur-Somme - Cayeux-sur-Mer.
- Par la convention en date du 26 mars 1887 et approuvée par décret du 28 mai 1887 passée entre la société générale des chemins de fer économiques (SE) représentée par MM Joubert, Président du conseil d'administration et G. Girod, ainsi que la Compagnie du Nord représentée par MM G. Griolet, A. de Waru et J. Hottinger autorisent la SE à exploiter le réseau en remplacement de la Compagnie du Nord pour la traction des trains des grands réseaux entre Noyelles et Saint-Valery-sur-Somme.
- 1937 : Mise en service d'autorails de Dion-Bouton et rénovation des gares.
- 1947 : Fermeture de la ligne Abbeville - Dompierre.
- 31 décembre 1969 : Fermeture de la ligne Noyelles - Le Crotoy, l'association CFBS est créée.
- 19 septembre 1970 : Premier train d'essai de l'association CFBS sur la relation Noyelles - Le Crotoy.
- 4 juillet 1971 : Début des circulations régulières entre la gare de Noyelles-sur-Mer et celle du Crotoy.
- 31 décembre 1972 : Arrêt de l'exploitation par les Chemins de fer et de transports automobiles (CFTA) de la ligne Noyelles - Cayeux-sur-Mer, le CFBS reprend l'exploitation de cette ligne, après avoir signé un accord avec la SNCF pour la desserte du port de Saint-Valery-sur-Somme. La section de ligne entre Noyelles et Saint-Valery-sur-Somme est à double écartement - quatre files de rails - voie métrique et voie normale (1,435 m) et ainsi accessible au matériel à écartement normal.

## Les lignes

### L'ancien réseau des Chemins de fer départementaux de la Somme

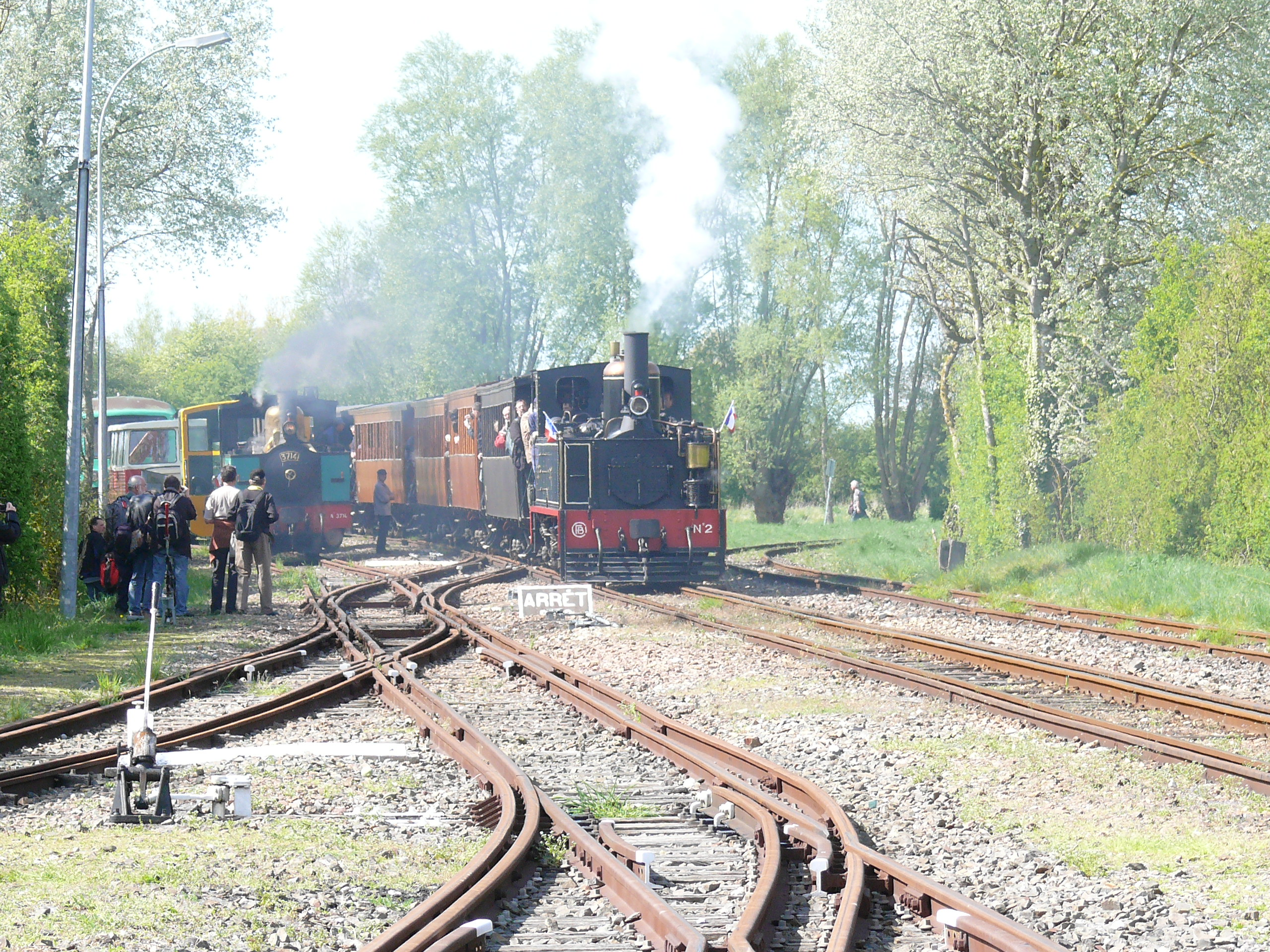
En avant-gare de Noyelles-sur-Mer, à g. la 031T Buffaud-Robatel no 3714, à dr. la 130T Cail no 2 en provenance de Saint-Valery ; une partie des voies est à double écartement.

Le réseau des chemins de fer départementaux de la Somme, concédé à la Société générale des chemins de fer économiques (SE), compta jusqu'à 329 km de lignes organisées en trois groupes géographiques, dont le groupe des Bains de Mer faisant le sujet du présent article, mais également :
- le groupe d'Amiens, qui ne comptait qu'une ligne :
  - Saint-Roch - Beaucamps-le-Vieux - Aumale - Envermeu,
- le groupe d'Albert, avec les lignes :
  - Albert - Doullens
  - Albert - Montdidier
  - Albert - Ham (Somme)
  - Offoy - Ercheu

### La ligne Noyelles-sur-Mer - Le Crotoy

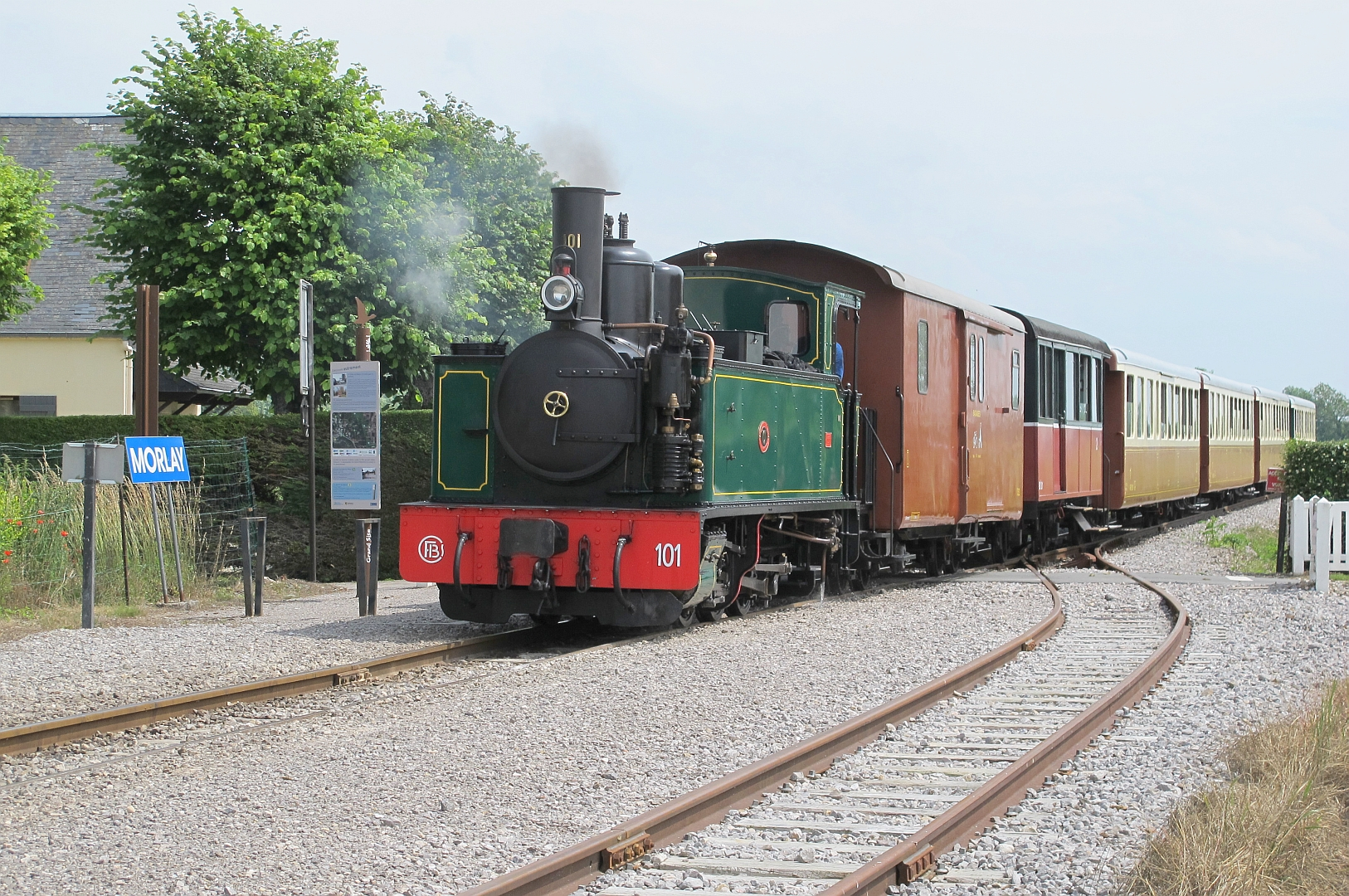
Un train arrive en gare de Morlay en 2021.

Cette ligne à voie métrique de 7 469 m a été mise en service en 1887. Elle longe la rive droite de la baie de Somme et desservait, au temps de l'exploitation commerciale, deux haltes : Morlay (commune de Ponthoile) et Favières, située à 2 km de ce village.
Entre les mois de novembre 2017 et mars 2018, la ligne a subi un renouvellement voie ballast complet, dont deux sections de 400 m et 1 200 m furent équipées de longs rails soudés posés sur des traverses en béton. Durant ces travaux, la halte de Morlay a été équipée d'une voie d'évitement de 120 m permettant le croisement des trains. La halte de Favières a été réactivée, en collaboration avec les agriculteurs, pour la remise en état des chemins vicinaux.
- Noyelles-sur-Mer P.K. 0,0 50° 11′ 13″ N, 1° 42′ 15″ E
- Morlay, P.K. 4 (halte) 50° 12′ 33″ N, 1° 40′ 48″ E
- Favières, P.K. 6 (halte) 50° 13′ 02″ N, 1° 39′ 35″ E
- Le Crotoy PK 7,4 50° 13′ 12″ N, 1° 37′ 53″ E

### La ligne Noyelles-sur-Mer - Saint-Valery-Port

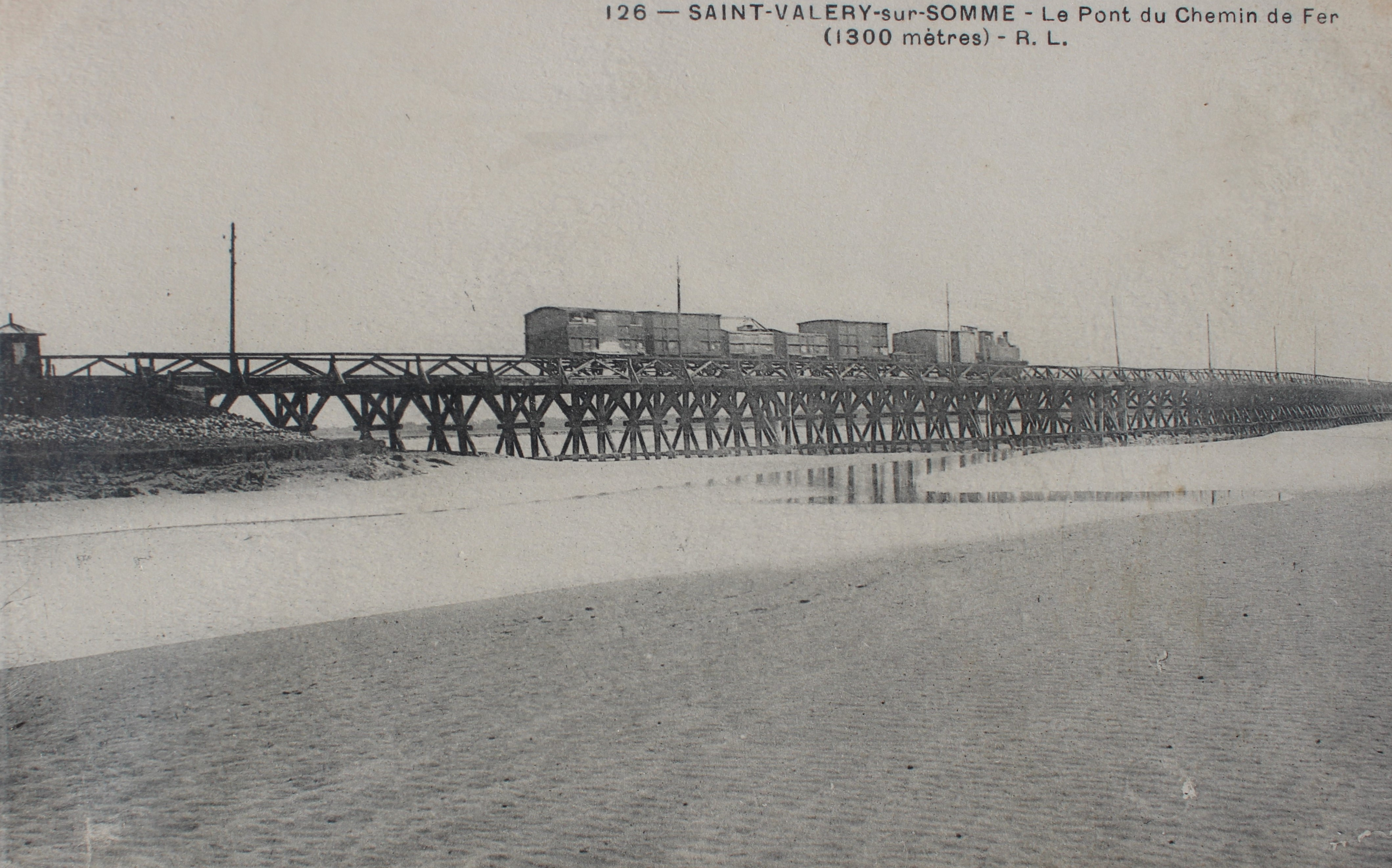
La traversée de la baie de Somme et son estacade.

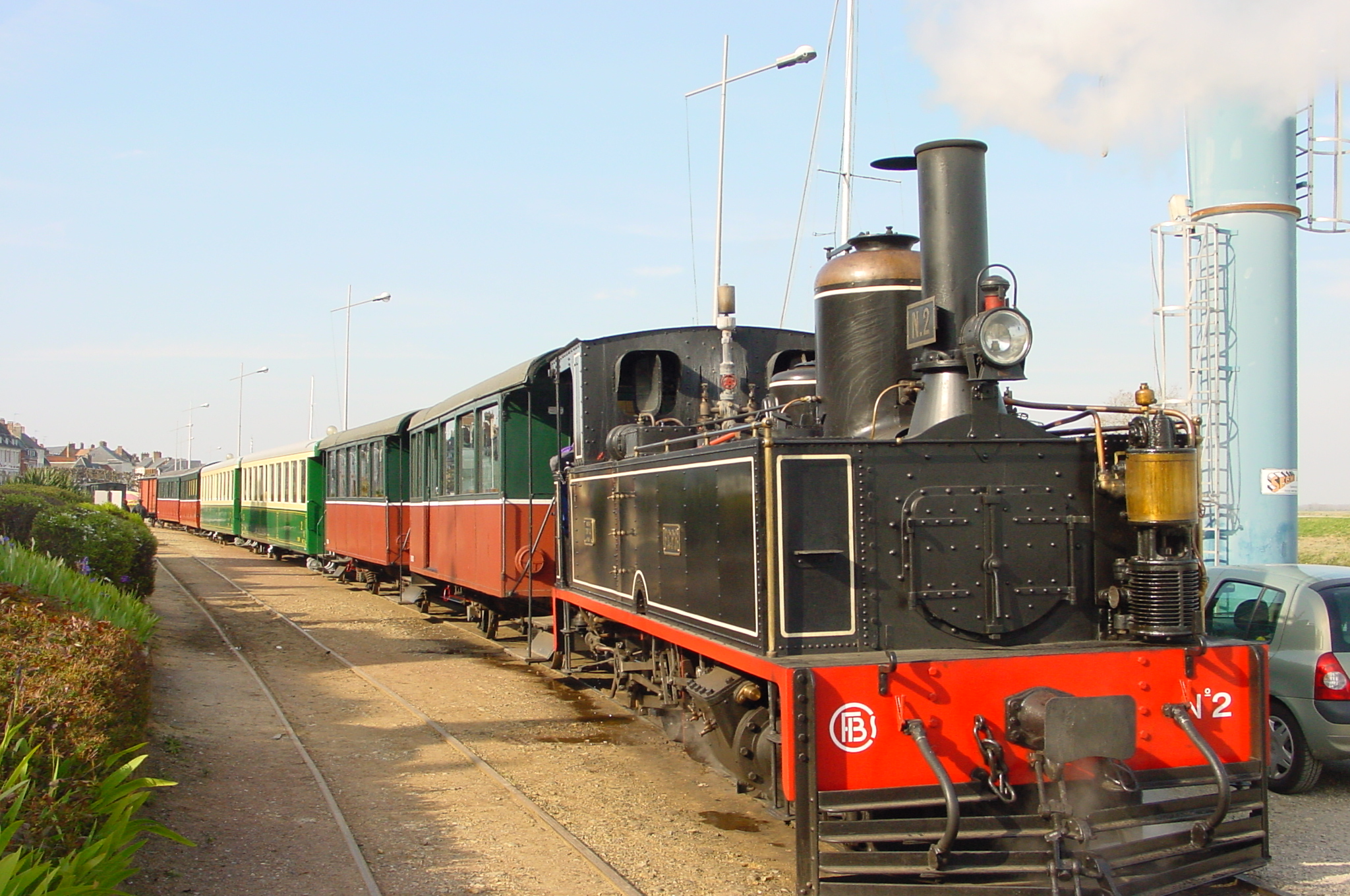
Un train du CFBS à Saint-Valery-Port en avril 2007.

Cette ligne à voie unique, longue de 7,6 km, a été concédée à titre éventuel à la Compagnie des chemins de fer du Nord par une convention signée le 19 février 1852 entre le ministre des Travaux Publics et la compagnie. Cette convention est approuvée par un décret le même jour.
La ligne est inaugurée en 1856 par la Compagnie du Nord. Elle a été mise à double écartement (voie normale et voie métrique imbriquée) en 1887.
Elle comprend sur toute sa longueur quatre files de rail : au centre la voie métrique, à l'extérieur la voie normale, et est implantée sur une digue qui a remplacé en 1912 l'estacade en bois d'origine, qui avait 1 367 m de longueur. Les installations de la gare de Saint-Valery-Port ont été intégralement reconstruites en 2011 (grue à eau, plaque tournante, appareil de voie, bâtiment voyageur communal, augmentation des longueurs de voie, etc.).
Peu avant de franchir le Canal de la Somme sur un pont-écluse rénové en 2006, elle longe le dépôt du CFBS, à proximité immédiate de l'ancienne gare de Saint-Valery-Canal 50° 10′ 34″ N, 1° 39′ 08″ E.
Cette ligne, initialement classée d'intérêt général, portait le no 324 000 (ligne de Noyelles-sur-Mer à Saint-Valery-Canal du réseau ferré national).

### La ligne Saint-Valery-Ville - Cayeux-sur-Mer

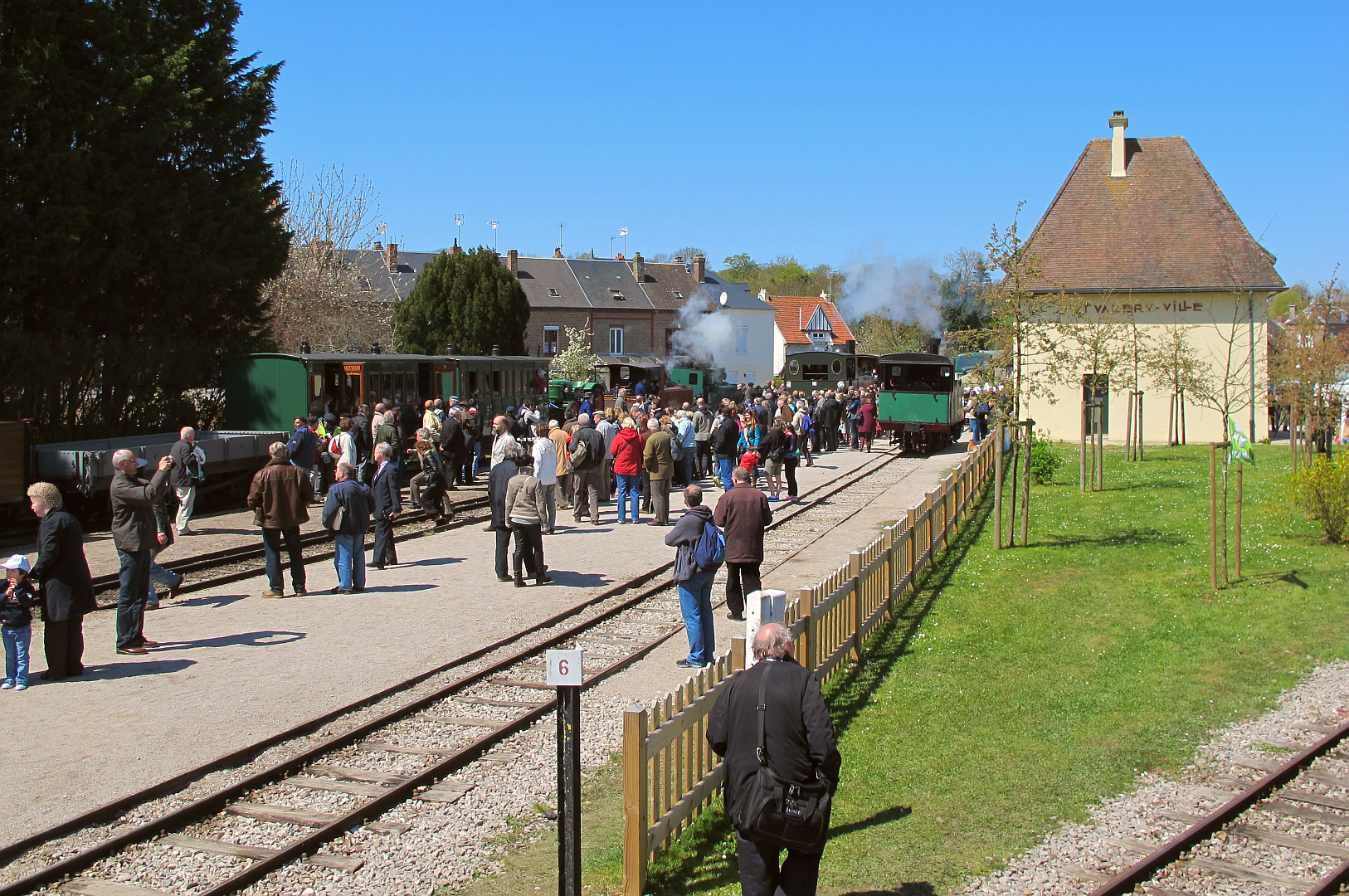
La gare de Saint-Valery-Ville un jour d'affluence.

Cette ligne constitue le prolongement à voie métrique de la ligne de Noyelles-sur-Mer à Saint-Valery-Canal. Elle a été ouverte par la SE le 6 septembre 1887. Outre son trafic voyageurs, elle assurait le transport de galets en vrac, utilisés notamment dans l'industrie de la cimenterie, ainsi que le transport de coquillages.
- Saint-Valery-Ville, P.K. 6 50° 10′ 44″ N, 1° 38′ 38″ E
- Routhiauville, P.K. 11 (halte) 50° 10′ 22″ N, 1° 35′ 16″ E
- Lanchères - Pendé, P.K. 13 50° 10′ 00″ N, 1° 33′ 51″ E
- Hurt, P.K. 15 (halte) 50° 10′ 21″ N, 1° 32′ 13″ E
- Cayeux-sur-Mer - Brighton-Plage, km 18 50° 10′ 47″ N, 1° 30′ 03″ E

## L'actuel réseau touristique

### L'exploitation

Le réseau du CFBS.

À la fin de l'exploitation du service public par la CFTA, une association de bénévoles passionnés par les chemins de fer, l'Association à but non lucratif du Chemin de fer de la baie de Somme (CFBS), créée le 13 mars 1970, décide d'exploiter sous la forme d'un chemin de fer touristique la ligne du groupe des Bains de Mer reliant Noyelles-sur-Mer au Crotoy, fermée depuis le 31 décembre 1969. L'exploitation de la ligne se fait alors uniquement pendant la période estivale. L'hiver est propice aux travaux d'entretien de la ligne et du matériel.
Le 31 décembre 1972, la ligne Noyelles-sur-Mer - Cayeux-sur-Mer ferme à son tour et le CFBS la reprend signant un accord avec la SNCF afin que la société continue de desservir le port de Saint-Valery jusqu'en 1989. Durant la période des années 1970, le matériel roulant fait défaut au CFBS car le trafic augmente. Grâce à des marchés de ventes sur d'autres réseaux internationaux, en Suisse principalement, l'association rachète du matériel et le restaure.
Au début des années 1980, le rôle de l'association commence à être reconnu, le nombre de touristes est en hausse, l'accroissement du matériel roulant, mais surtout le soutien financier de différentes institutions comme les communes desservies, le Syndicat mixte Baie de Somme-Grand littoral picard (ex-SMACOPI), le Syndicat mixte Baie de Somme 3 Vallées, le Conseil général, le Conseil régional, l'État - la DRAC, l'Union Européenne... permet désormais au CFBS de réaliser des travaux d'entretien des voies, des gares, du matériel. Tout ceci favorise une augmentation continue du nombre de visiteurs au milieu des années 1990, qui passe de 20 000 à 100 000 par an. En 2011, l'association a dépassé la barre symbolique des 150 000 voyageurs et ce sont plus de 187 000 voyageurs transportés en 2014[réf. nécessaire].

### Le personnel
Le CFBS est une structure associative composée de plus de 400 membres dont au moins 80 bénévoles sont actifs, et emploie l'équivalent de 24 salariés à temps plein. Le fait que le CFBS emploie du personnel salarié au sein d'une association en fait une structure atypique. Le CFBS auto-finance ses frais de fonctionnement (salaires du personnel, entretien du matériel, et combustible charbon, gazole, etc.) et participe aux investissements (aménagements, infrastructures, matériels...).

### Les installations ferroviaires

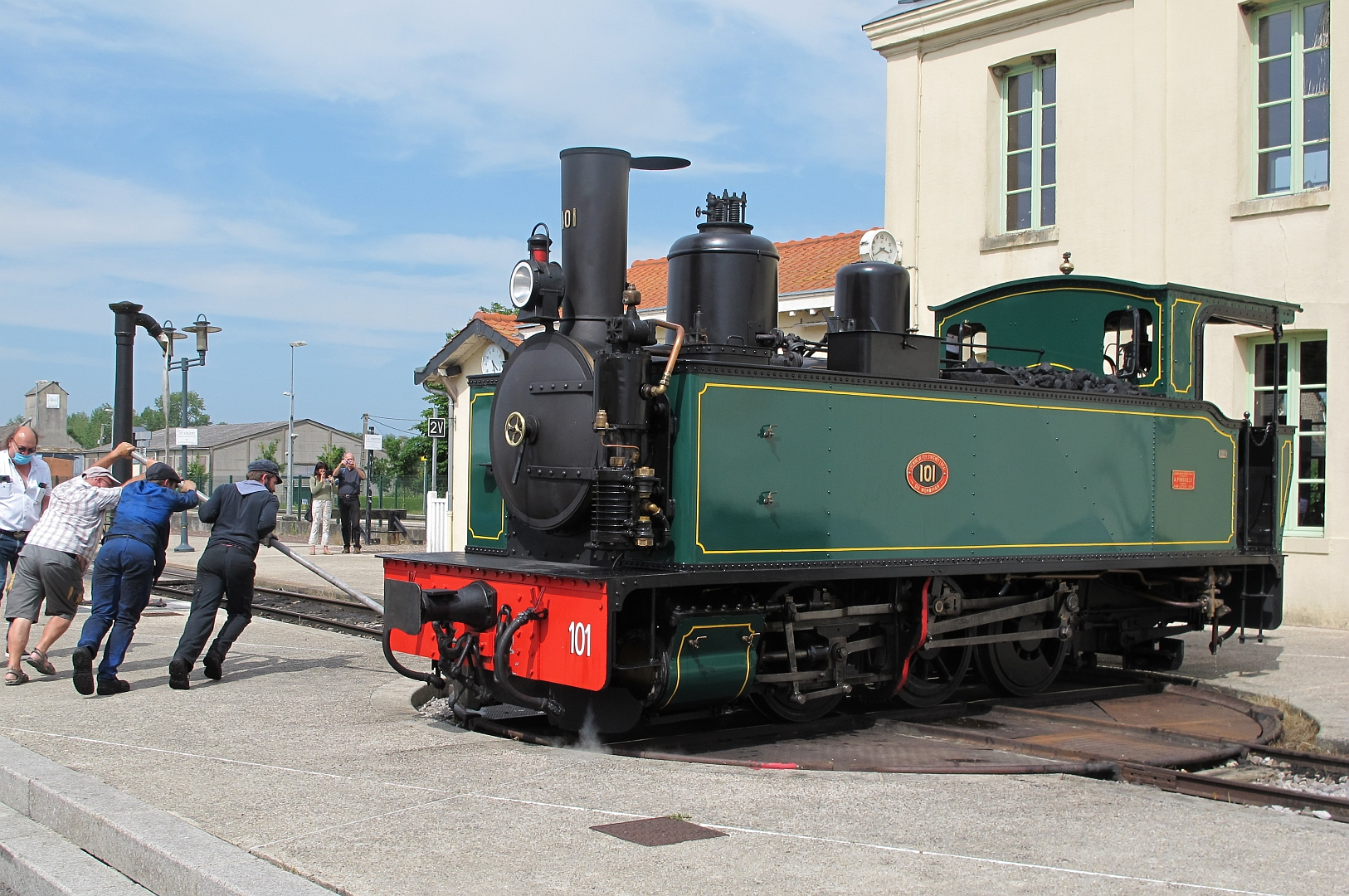
La plaque tournante de Noyelles-sur-Mer est utilisée pour réorienter les locomotives dans le sens du départ.

Le CFBS exploite son réseau avec du matériel à voie métrique, mais la voie à double écartement subsiste entre la gare de Noyelles-sur-Mer et celle de Saint-Valery-Port. Des installations de transbordement pour le fret existent encore à Noyelles-sur-Mer, qui servent à chaque Fête de la Vapeur.
Les diverses lignes sont à voie unique, avec des évitements en gare, permettant des croisements des trains.
Sauf en gare de Noyelles-sur-Mer, équipée d'une signalisation mécanique de type SNCF, il existe peu de signalisation sur la ligne, et la sécurité des circulations est assurée par consignes. Un Chef de Ligne assure l'exploitation opérationnelle du Réseau et peut communiquer par radio « sol-train » avec tous les trains.
Des passages à niveau automatiques sont installés aux croisements avec les routes principales, et des passages à niveau non gardés aux autres croisements.
Le dépôt atelier du matériel est installé à la gare de Saint-Valery-Canal.
Des plaques tournantes existent à Noyelles-sur-Mer, Saint-Valery-Ville et Port, Cayeux et au Crotoy. Les locomotives peuvent cependant circuler dans les deux sens de circulation sans être tournées.

### Jumelages et affiliation
Le Chemin de fer de la baie de Somme est jumelé avec le Kent and East Sussex Railway (Royaume-Uni), l'Association des chemins de fer des Côtes-du-Nord (Côtes-d'Armor) ainsi que le "Brohltalbahn - Vulkan-Express" (Allemagne).
Le Chemin de fer de la baie de Somme fait également partie de l'UNECTO.

### Les circulations
Le train touristique circule tous les week-ends (et la plupart des jours de la semaine) entre les mois d'avril et octobre (circulations intensives en juillet et août) en autorail (ou locomotive) diesel et/ou en train à vapeur.

### Les événements
Le CFBS organise des événements tout au long de l'année (trains ou journées à thèmes).
Voici la liste complète :
- Le « Train des Marées » : Cet événement à lieu trois fois durant la saison (une fois en mars et deux fois en septembre).
- Le Train restaurant « Dîner à Bord » : Cet événement à lieu plusieurs fois durant la saison entre avril et septembre.
- La « Fête de la Vapeur » : Cet événement a lieu tous les 3/4 ans au mois d'avril.
- La « Fête de la Gare » (à Cayeux-sur-Mer) : Cet événement a lieu le week-end du 15 août.
- Les « Journées du Patrimoine » : Cet événement a lieu à la mi-septembre.
- Le Train du « Père Noël » : Cet événement a lieu à la mi-décembre.

## La Fête de la Vapeur

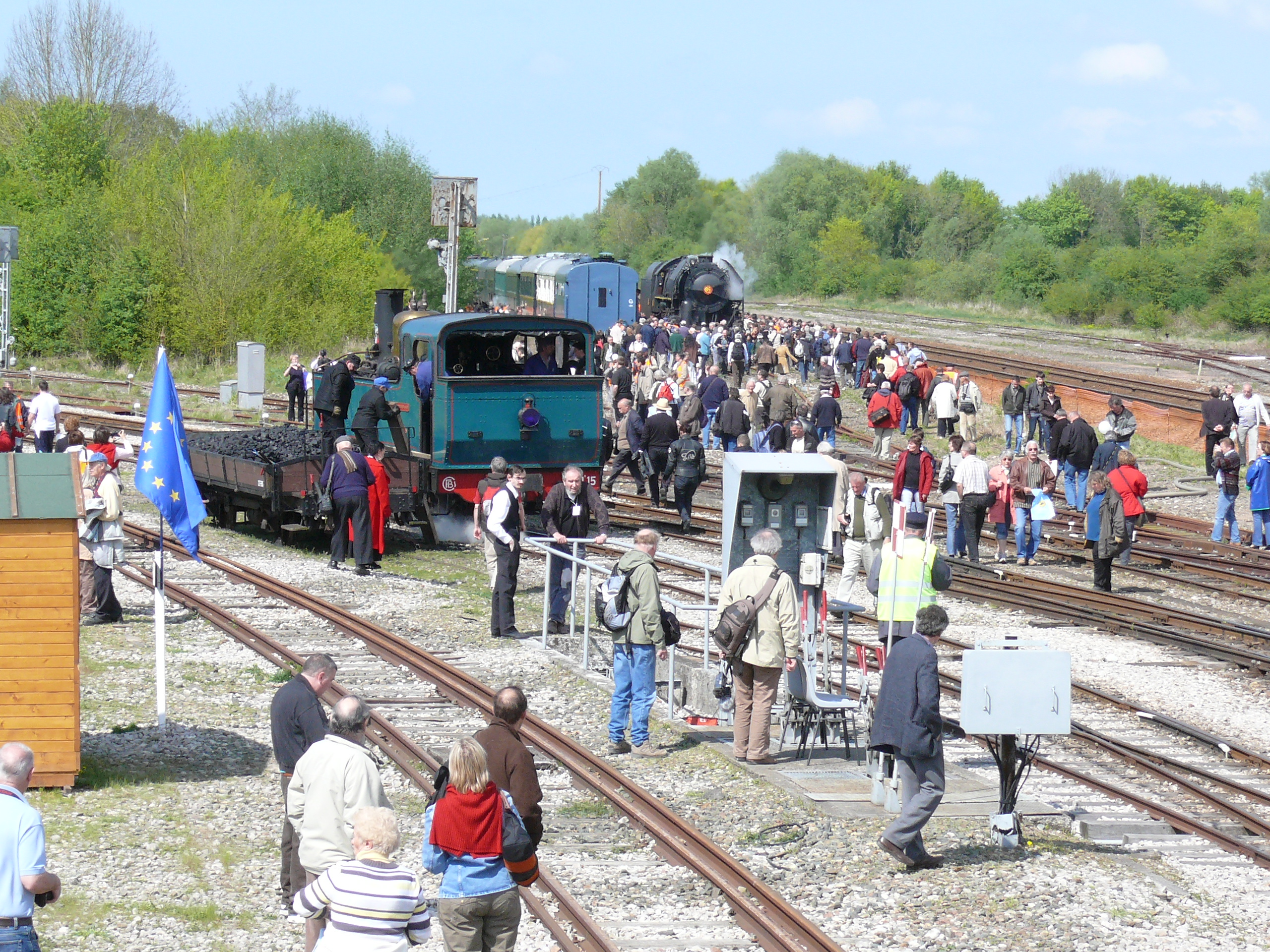
Les fêtes de la vapeur du CFBS permettent de montrer des matériels historiques à voie métrique et à voie normale en gare de Noyelles-sur-Mer, avec un grand succès populaire.

La Fête de la Vapeur est organisée par le Chemin de fer de la baie de Somme pour la première fois en 1988, à l'occasion du centenaire du Réseau des Bains de Mer. Un rassemblement de locomotives à vapeur (et d'autres anciens engins ferroviaires) se déroule à Noyelles-sur-Mer, point de correspondance avec le réseau de la SNCF. Le CFBS la réorganise tous les trois/quatre ans, avec de nombreuses locomotives à vapeur venues de toute l'Europe. À chaque édition, une affiche est réalisée, par des artistes peintres ferroviaires.
L'association a mis en place un site internet consacré à cette manifestation, qui retrace l’épopée des différentes Fêtes de la Vapeur jusqu'en 2016.

### 1988
Le 100e anniversaire du réseau des Bains de Mer à eu lieu les 30 avril et 1er mai.
Outre le matériel du CFBS qui était en service (Corpet-Louvet no 15, Corpet-Louvet no 25, Pinguely no 101 et la Buffaud-Robatel no 3714), quelques matériels étaient venus d'autres réseaux (dont une locomotive à vapeur).
C'est la première fois, depuis sa création, que le CFBS réussi à réunir quatre locomotives à vapeur à son actif.

#### En voie normale
- Présentation des locomotives diesel BB 67620 et BB 67396 de la SNCF ainsi qu'une voiture cinéma.

#### Train spécial
- La Pacific 231 G 558 (1922) du "PVC" (Pacific Vapeur Club)  Classé MH, en tête d'un train spécial.

#### Activités diverses
Exposition de modélisme ferroviaire, un bureau de poste ferroviaire...
Inauguration de la voiture As 51 "Salon" (1888) du "CFBS".
Baptême de la BB 22396 "Baie de Somme".

### 1992
La 1re édition a eu lieu le 2 mai.
Outre le matériel du CFBS qui était en service (Corpet-Louvet no 1, Corpet-Louvet no 25, Pinguely no 101 et la Buffaud-Robatel no 3714), de nombreux matériels étaient venus d'autres réseaux (dont deux locomotives à vapeur).

#### Trains spéciaux
- La Pacific 231 G 558 (1922) du "PVC" (Pacific Vapeur Club)  Classé MH, en tête d'un train spécial depuis Rouen.
- La Pacific 231 K 8 (1912) du "MFPN" (Matériel Ferroviaire Patrimoine National)  Classé MH, en tête d'un train spécial entre Amiens et Noyelles-sur-Mer.
- L'Autorail Picasso X 3866 (1952) du "CFTV" (Chemin de Fer Touristique du Vermandois) sur un train spécial entre Saint-Quentin et Noyelles-sur-Mer.

#### Activités diverses
Inauguration de la locomotive à vapeur 130T Corpet-Louvet no 1 (1906) du "CFBS".

### 1994
La 2e édition a eu lieu les 7 et 8 mai.
Outre le matériel du CFBS qui était en service (Corpet-Louvet no 1, Corpet-Louvet no 25, Pinguely no 101 et la Buffaud-Robatel no 3714), de nombreux matériels étaient venus d'autres réseaux (dont trois locomotives à vapeur).

#### En voie normale
- La Marc Seguin (réplique de l'original datant de 1829) de "L'A.R.P.P.I" (L'Association pour la Reconstruction et Préservation du Patrimoine Industriel), circulant en gare de Noyelles-sur-Mer.
- La locomotive diesel BB 66410 de la SNCF exposée en gare de Noyelles-sur-Mer.

#### Trains spéciaux
- Le samedi 7 et le dimanche 8 mai : La 140 C 231 (1916) de l'Association de jeunes pour l'entretien et la conservation des trains d'autrefois (AJECTA) et la Pacific 231 G 558 (1922) du "PVC" (Pacific Vapeur Club)  Classé MH, en double traction, en tête d'un train spécial.

#### Activités diverses
Inauguration de la voiture à voyageurs ex-SE Somme no 10508 (1921) du "CFBS".

### 1996
La 3e édition a eu lieu les 27 et 28 avril.
Outre le matériel du CFBS qui était en service (Corpet-Louvet no 1, Corpet-Louvet no 25, Pinguely no 101 et la Buffaud-Robatel no 3714), c'était également l'occasion de célébrer le jumelage entre le "CFBS" et le "K&ESR" (Kent and East Sussex Railway) en Angleterre. De nombreux matériels étaient venus d'autres réseaux (dont quatre locomotives à vapeur).

#### En voie normale
- La Marc Seguin (réplique de l'original datant de 1829) de "L'A.R.P.P.I" (L'Association pour la Reconstruction et Préservation du Patrimoine Industriel).
- La 030T "Class P" no 753 dite "Pride of Sussex" (1908) du "K&ESR" (Kent and East Sussex Railway) en Angleterre.

#### En voie métrique
- La micheline ZM 514 (autorail sur pneu), qui est spécialement revenue de Madagascar pour l'occasion.

#### Trains spéciaux
- Le dimanche 28 avril : La Pacific 231 G 558 (1922) du "PVC" (Pacific Vapeur Club)  Classé MH, et la Pacific 231 K 8 (1912) du "MFPN" (Matériel Ferroviaire Patrimoine National)  Classé MH, en tête de leurs train spéciaux respectifs.

#### Activités diverses
Exposition de modélisme ferroviaire et du matériels de la SNCF.

### 1998
La 4e édition a eu lieu les 25 et 26 avril.
Outre le matériel du CFBS qui était en service (Corpet-Louvet no 1, Corpet-Louvet no 25, Buffaud-Robatel no 3714 et la Haine-Saint-Pierre no 15), de nombreux matériels étaient venus d'autres réseaux (dont sept locomotives à vapeur).
Cette édition a accueilli près de 3 206 voyageurs.

#### En voie normale
- La Marc Seguin (réplique de l'original datant de 1829) de "L'A.R.P.P.I" (L'Association pour la Reconstruction et Préservation du Patrimoine Industriel).
- La 030T Saddle-tank no 14 dite "Charwelton" (1917) du "K&ESR" (Kent and East Sussex Railway) en Angleterre.

#### En voie métrique
- La 030T Bicabine no 60 dite "La Ferté-Bernard" (1898) du "MTVS" (Musée des Tramways à Vapeur et des chemins de fer Secondaires),  Classé MH.
- Une draisine de "l'AAPA" (l'Association des Amis du Petit Anjou).
- La micheline ZM 514 (autorail sur pneu), qui est spécialement revenue de Madagascar pour l'occasion à effectuer des navettes entre la gare du Crotoy et la gare de Noyelles-sur-Mer.

#### Trains spéciaux
- Le samedi 25 avril : La Pacific 231 K 8 (1912) du "MFPN" (Matériel Ferroviaire Patrimoine National)  Classé MH, en tête d'un train spécial.
- Le dimanche 26 avril :
  - La 140 C 231 (1916) de l'Association de jeunes pour l'entretien et la conservation des trains d'autrefois (AJECTA) en tête d'un train spécial depuis Paris.
  - La 140 C 314 (1917) du "CFTV" (Chemin de Fer Touristique du Vermandois) en tête d'un train spécial depuis Saint-Quentin.
  - La Pacific 231 G 558 (1922) du "PVC" (Pacific Vapeur Club)  Classé MH, en tête d'un train spécial depuis Le Havre.

#### Activités diverses
Exposition de modélisme ferroviaire, présentation de matériels TER (SNCF), une scierie à vapeur et une exposition de véhicules anciens.
Inauguration de la locomotive à vapeur 130T Haine-Saint-Pierre no 15 (ex-VFIL de L'Oise) du "CFBS".

### 2000
La 5e édition a eu lieu les 15 et 16 avril.
Outre le matériel du CFBS qui était en service (Corpet-Louvet no 1, Corpet-Louvet no 25, Buffaud-Robatel no 3714 et la Haine-Saint-Pierre no 15), de nombreux matériels étaient venus d'autres réseaux (dont cinq locomotives à vapeur).
Cette édition a accueilli près de 3 764 voyageurs.

#### En voie normale
- La Marc Seguin (réplique de l'original datant de 1829) de "L'A.R.P.P.I" (L'Association pour la Reconstruction et Préservation du Patrimoine Industriel).

#### En voie métrique
- La 030T Corpet-Louvet no 36 dite "Lulu" (1925) du "MTVS" (Musée des Tramways à Vapeur et des chemins de fer Secondaires),  Classé MH.
- La draisine Billard RB 103 (1923) de "l'ACFCdN" (Association des chemins de fer des Côtes-du-Nord).
- La draisine Billard SE.4 (1929) de "l'AAPA" (l'Association des Amis du Petit Anjou),  Classé MH.

#### Trains spéciaux
- Le dimanche 16 avril :
  - La 140 C 231 (1916) de l'Association de jeunes pour l'entretien et la conservation des trains d'autrefois (AJECTA) en tête d'un train spécial depuis Paris.
  - La 140 C 314 (1917) du "CFTV" (Chemin de Fer Touristique du Vermandois) en tête d'un train spécial depuis Saint-Quentin.
  - La Pacific 231 G 558 (1922) du "PVC" (Pacific Vapeur Club)  Classé MH, en tête d'un train spécial depuis Le Havre.

#### Activités diverses
Tramway hippomobile, exposition de modélisme ferroviaire, présentation de matériels TER (SNCF), une scierie à vapeur, une boulangerie de campagne...
Inauguration de la locomotive à vapeur 031T Buffaud-Robatel no 3714 (ex-SE de Seine-et-Marne) du "CFBS".

### 2003
La 6e édition a eu lieu les 26 et 27 avril.
Outre le matériel du CFBS qui était en service (Corpet-Louvet no 25, Buffaud-Robatel no 3714, Cail no 2 et la Haine-Saint-Pierre no 15), de nombreux matériels étaient venus d'autres réseaux (dont neuf locomotives à vapeur).
Cette édition a accueilli près de 4 044 voyageurs.

#### En voie normale
- La Marc Seguin (réplique de l'original datant de 1829) de "L'A.R.P.P.I" (L'Association pour la Reconstruction et Préservation du Patrimoine Industriel).
- La 020T Cockerill (Chaudière Verticale) no 3091 (1925) "ex-Agrivap" (puis "Chemin de Fer Touristique des Hautes Falaises").
- La 030T "Class P" no 753 dite "Pride of Sussex" (1908) du "K&ESR" (Kent and East Sussex Railway) en Angleterre.
- La draisine SMISO X 113 du "CFVE" (Chemin de Fer de la Vallée de l'Eure).

#### En voie métrique
- La 030T Corpet-Louvet no 36 dite "Lulu" (1925) et la 030T Bicabine no 60 dite "La Ferté-Bernard" (1898) du "MTVS" (Musée des Tramways à Vapeur et des chemins de fer Secondaires),  Classé MH.

#### Trains spéciaux
- Le samedi 26 et le dimanche 27 avril : La 141 R 840 (1946) de "l'AAATV - CVL" (l’Amicale des Anciens et Amis de la Traction Vapeur - Centre Val de Loire)  Classé MH, en relais traction entre Amiens et Noyelles-sur-Mer.
- Le samedi 26 avril : La Pacific 231 K 8 (1912) du "MFPN" (Matériel Ferroviaire Patrimoine National)  Classé MH, en tête d'un train spécial depuis Paris.
- Le dimanche 27 avril :
  - La 140 C 314 (1917) du "CFTV" (Chemin de Fer Touristique du Vermandois) en tête d'un train spécial depuis Saint-Quentin.
  - La Pacific 231 G 558 (1922) du "PVC" (Pacific Vapeur Club)  Classé MH, en tête d'un train spécial depuis Le Havre.

#### Activités diverses
Tramway hippomobile, exposition de modélisme ferroviaire, présentation de matériels TER de nouvelle génération (SNCF), une scierie à vapeur, rouleau compresseur, draisine à bras...
Inauguration de la locomotive à vapeur 130T Cail no 2 (ex-FCPR - Chemin de fer de Porto Rico) du "CFBS".

### 2006
La 7e édition a eu lieu les 22 et 23 avril.
Outre le matériel du CFBS qui était en service (Buffaud-Robatel no 3714, Corpet-Louvet no 1, Cail no 2 et la Haine-Saint-Pierre no 15), c'était également l'anniversaire célébrant les dix ans de jumelage entre le "CFBS" et le "K&ESR" (Kent and East Sussex Railway) en Angleterre. De nombreux matériels étaient venus d'autres réseaux (dont cinq locomotives à vapeur).
Cette édition a accueilli près de 18 000 visiteurs, dont 6 500 voyageurs.

#### En voie normale
- La 030T "Class P" no 753 dite "Pride of Sussex" (1908) avec une voiture à voyageurs no 7965 dite "Woolwich" (1911) du "K&ESR" (Kent and East Sussex Railway) en Angleterre.
- La draisine SMISO X 113 du "CFVE" (Chemin de Fer de la Vallée de l'Eure).
- L'autorail X 4039 "Picasso" (1961) de "A.B.F.C" (Autorails de Bourgogne Franche-Comté).

#### En voie métrique
- La 030T Corpet-Louvet no 36 dite "Lulu" (1925) du "MTVS" (Musée des Tramways à Vapeur et des chemins de fer Secondaires),  Classé MH.
- La 020+020T Mallet E164 (1905) des "CP" (Chemin de Fer du Portugal) venant de "La Traction" (Train à Vapeur des Franches-Montagnes) en Suisse.
- La draisine Billard RB 103 (1923) de "l'ACFCdN" (Association des chemins de fer des Côtes-du-Nord).
- La draisine Billard SE.4 (1929) de "l'AAPA" (l'Association des Amis du Petit Anjou),  Classé MH.

#### Trains spéciaux
- Le samedi 22 avril : La Pacific 231 K 8 (1912) du "MFPN" (Matériel Ferroviaire Patrimoine National),  Classé MH, en tête d'un train spécial depuis Paris.
- Le dimanche 23 avril : La Pacific 231 G 558 (1922) du "PVC" (Pacific Vapeur Club),  Classé MH, en tête d'un train spécial depuis Le Havre.

#### Activités diverses
Exposition de modélisme ferroviaire, une exposition photos, marché artisanale, tramway hippomobile, rouleau compresseur, camion à vapeur miniature, dodge rail-route WC52, draisine à bras, scierie à vapeur...

### 2009
La 8e édition a eu lieu les 25 et 26 avril.
Outre le matériel du CFBS qui était en service (Corpet-Louvet no 25, Corpet-Louvet no 1, Buffaud-Robatel no 3714, Cail no 2, Haine-Saint-Pierre no 15 et la Fives-Lille E.322), de nombreux matériels étaient venus d'autres réseaux (dont six locomotives à vapeur mais deux ne purent participer à l'événement).
Cette édition a accueilli près de 18 000 visiteurs, dont 7 326 voyageurs.

#### En voie normale
- La Marc Seguin (réplique de l'original datant de 1829) de "L'A.R.P.P.I" (L'Association pour la Reconstruction et Préservation du Patrimoine Industriel).
- La 030T "Class P" no 753 dite "Pride of Sussex" (1908) avec une voiture à voyageurs no 7965 dite "Woolwich" (1911) du "K&ESR" (Kent and East Sussex Railway) en Angleterre.

#### En voie métrique
- La 130T (HG 3/4) SLM no 3 (ex-Furka) de 1913 du "BC" (Chemin de fer-musée Blonay-Chamby) en Suisse.
- La 031T Corpet no 26 dite "Suzanne" (1890) du "Chemin de Fer Historique de la Voie Sacrée" (CFHVS), en exposition en gare de Saint-Valery-Ville.
- La draisine Billard RB 103 (1923) de "l'ACFCdN" (Association des chemins de fer des Côtes-du-Nord).
- La draisine Billard SE.4 (1929) de "l'AAPA" (l'Association des Amis du Petit Anjou),  Classé MH.

#### Trains spéciaux
- Le samedi 25 avril : La 141 R 840 (1946) de "l'AAATV - CVL" (l’Amicale des Anciens et Amis de la Traction Vapeur - Centre Val de Loire)  Classé MH, en tête du train spécial depuis Paris, organisé par l'Association de jeunes pour l'entretien et la conservation des trains d'autrefois (AJECTA).
- Le dimanche 26 avril : La CC 72084 (1974) de la SNCF (en remplacement de la 231 G 558), en tête du train spécial depuis Sotteville, organisé par le "PVC" (Pacific Vapeur Club).
- Le samedi 25 et le dimanche 26 avril : La 141 TB 407 (1913) de l'Association de jeunes pour l'entretien et la conservation des trains d'autrefois (AJECTA) en relais traction entre Amiens et Noyelles-sur-Mer, qui a finalement déclarée forfait.

#### Activités diverses
Chemin de fer à vapeur vive, exposition de matériels TER (SNCF), marché artisanal, scierie à vapeur, exposition de photos, boulangerie de campagne, reconstitution d'un campement américain, voitures anciennes, spectacles de danse...

### 2013
La 9e édition a eu lieu les 27 et 28 avril.
Outre le matériel du CFBS qui était en service (Corpet-Louvet no 25, Corpet-Louvet no 1, Pinguely no 101, Buffaud-Robatel no 3714, Cail no 2, Haine-Saint-Pierre no 15, Fives-Lille E.322 et l’autorail SCF Verney X212), de nombreux matériels étaient venus d'autres réseaux (dont six locomotives à vapeur).
Cette édition a accueilli près de 21 000 visiteurs, dont 7 465 voyageurs.

#### En voie normale
- La 020T Peckett and Sons no 12 dite "Marcia" (1923) avec la voiture à voyageurs no 3062 du "K&ESR" (Kent and East Sussex Railway) en Angleterre.
- La 030T La Meuse no 3223 dite "Bébert" (1926) du "SME" (Stoomtrein Maldegem-Eeklo) en Belgique.
- La 150 P 13 (1949) de la "Cité du Train" (Mulhouse) en exposition en gare de Noyelles-sur-Mer.
- L'autorail X 2403 du "Gentiane express" (Association des Chemins de Fer de la Haute-Auvergne).
- La rame Sprague-Thomson du métro parisien de "l’ADEMAS" (L'Association d'exploitation du matériel Sprague).

#### En voie métrique
- La 020T Corpet-Louvet no 11 dite "La Grise" ex-Entreprise Paul Frot (1921) de la "SABA" (La Société pour l'Animation du Blanc-Argent - Train du Bas-Berry).
- La 030T Corpet-Louvet no 75 "ex-TIV" (1909) du "MTVS" (Musée des Tramways à Vapeur et des chemins de fer Secondaires),  Classé MH.
- La 020+020T Mallet no 101 ex-POC (1906) du "VFV" (Velay Express - Voies Ferrées du Velay),  Classé MH.
- L'autorail De Dion-Bouton JM4 no 11 (1932) du "MTVS" (Musée des Tramways à Vapeur et des chemins de fer Secondaires).
- La draisine Billard RB 103 (1923) de "l'ACFCdN" (Association des chemins de fer des Côtes-du-Nord).
- Les voitures à voyageurs Ac.21 et B.111 ( Classé MH) de "l'AAPA" (l'Association des Amis du Petit Anjou).

#### En voie étroite (60cm)
- La 030T Decauville no 5 (1916) du "CFCD" (P'tit train de la Haute Somme - APPEVA),  Classé MH.

#### Train spécial
- Le samedi 27 avril : La BB 63832 (1963) du "PVC" (Pacific Vapeur Club), rejoignait Noyelles-sur-Mer depuis la gare de Sotteville.

#### Autres associations présentes
- Les Autobus de Paris.

#### Activités diverses
Scierie à vapeur, machine à vapeur agricole, tracteurs anciens, voitures anciennes, trains miniatures et modélisme, train à vapeur vive...

### 2016
La 10e édition (ayant intégré dans ses dates un « Festival OFF » le vendredi 14) s'est déroulée du 15 au 17 avril, et fut officiellement inaugurée par un discours célébrant les vingt ans de jumelage du CFBS avec le K&ESR (Kent and East Sussex Railway) en Angleterre.
Outre le matériel du CFBS qui était en service (Corpet-Louvet no 25, Corpet-Louvet no 1, Pinguely no 101, Cail no 2, Haine-Saint-Pierre no 15, Fives-Lille E.322 et l'autorail SCF Verney X212), de nombreux matériels étaient venus d'autres réseaux (dont huit locomotives à vapeur).
Cette édition a accueilli près de 24 000 visiteurs, dont 7 200 voyageurs.

#### En voie normale
- La 230 D 9 (1908) accompagné de la "voiture expo" (maquettes et films) de la "Cité du Train" (Mulhouse) en exposition en gare de Noyelles-sur-Mer.
- La Pacific 231 K 8 (1912) du "MFPN" (Matériel Ferroviaire Patrimoine National)  Classé MH, en exposition en gare de Noyelles-sur-Mer.
- L'autorail X 73609 (SNCF/TER Picardie) en exposition en gare de Saint-Valery-Port.
- La locomotive diesel BB 75024 Akiem spécialement pelliculée au thème de cette 10e édition de la "Fête de la Vapeur".
- La locomotive à vapeur 130 no 19 dite "Norvegian" (1919) du "K&ESR" (Kent and East Sussex Railway, en Angleterre) a assuré des navettes entre la gare de Noyelles-sur-Mer et la gare de Saint-Valery-Ville.
- La 020T saddle tank RS16 dite "FRED" (1925) du "SME" (Stoomtrein Maldegem-Eeklo, en Belgique) a assuré des navettes entre la gare de Noyelles-sur-Mer et la gare de Saint-Valery-Ville.
- La rame Sprague-Thomson de "l’ADEMAS" (L'Association d'exploitation du matériel Sprague) a également assuré des navettes entre la gare de Noyelles-sur-Mer et la gare de Saint-Valery-Ville.

#### En voie métrique
- La 131T Br 99.6001 (1939) du "HSB" (Harzer Schmalspurbahnen - Chemin de fer du Harz) en Allemagne.
- La 030T J-S 909 (1901) du "BC" (Chemin de fer-musée Blonay-Chamby) en Suisse.
- L'autorail diesel AR.86 (1934) de "l'ASVI" (Association pour la Sauvegarde du Vicinal) en Belgique, a assuré des navettes entre la gare de Saint-Valery-Port et la gare de Saint-Valery-Ville.
- La 030T Corpet-Louvet no 75 "ex-TIV" (1909)  Classé MH, accompagné de la voiture à voyageurs BB7 "Vienne" (1913) du "MTVS" (Musée des Tramways à Vapeur et des chemins de fer Secondaires). Elle à inauguré en octobre 2015 son nouveau train touristique en Gare de Crèvecœur-le-Grand[12].
- La draisine Billard RB 103 (1923) de "l'ACFCdN" (Association des chemins de fer des Côtes-du-Nord).
- La draisine Billard SE.4 (1929) de "l'AAPA" (l'Association des Amis du Petit Anjou),  Classé MH.

#### En voie étroite (40cm)
- Le « Tramway de Boutdeville » de "l'ACFCdN" (Association des chemins de fer des Côtes-du-Nord). Il assurait des allers-retours sur une voie installée en gare de Noyelles-sur-Mer.

#### En voie étroite (60cm)
- La 030T Decauville no 5 (1916) du "CFCD" (P'tit train de la Haute Somme - APPEVA),  Classé MH. Elle assurait des allers-retours avec une courte rame sur une voie provisoire posée avenue Paul Doumer à Cayeux-sur-Mer.
- L'autorail Crochat AT-1 (1922) du "Musée des transports de Pithiviers",  Classé MH. Il proposait également des circulations sur une autre voie temporaire posée avenue de la gare au Crotoy.

#### Trains spéciaux
- Le samedi 16 avril, un train spécial tracté par la 141 TB 424 (1913) de "La Vapeur du Trieux",  Classé MH, rejoignait Noyelles-sur-Mer depuis la gare de Sotteville.
- Le dimanche 17 avril, c'était au tour de l'autorail X 4719 du "CFTSA" (Chemin de fer touristique du sud des Ardennes) de venir jusqu'à Noyelles-sur-Mer depuis la gare de Amagne-Lucquy (via Reims).

#### Autres associations présentes
- Les Autobus de Paris.

#### Activités diverses
Scierie à vapeur et saboterie, tracteurs anciens, voitures anciennes, trains miniatures et modélisme, train à vapeur vive, jeux picards...

### 2021
La 11e édition fut déplacée au week-end du 3 et 4 juillet 2021 (avec un « Festival OFF » le vendredi 2) afin de correspondre aux 50 ans du CFBS.
Outre le matériel du CFBS qui était en service (Corpet-Louvet no 1, Pinguely no 101, Cail no 2, Haine-Saint-Pierre no 15 et l'autorail SCF Verney X212), de nombreux matériels étaient venus d'autres réseaux (dont neuf locomotives à vapeur).
Malgré un contexte sanitaire compliqué (lié au COVID-19), cette édition fût maintenue et a accueilli 4 200 voyageurs.

#### En voie normale
- La Marc Seguin (réplique de l'original construit en 1829) de "L'A.R.P.P.I" (L'Association pour la Reconstruction et Préservation du Patrimoine Industriel).
- La 020T Cockerill (Chaudière Verticale) 503 (no 2952) dite "Jeanne" (1920) du "Train 1900" (Luxembourg) en invitée surprise pour cette édition spéciale de la "Fête de la Vapeur".
- La 020T Saddle-tank no 8 dite "Alice" (1917) de la "Transvap" (Chemin de Fer Touristique de la Sarthe),  Classé MH.
- La 030T Schneider no 3 dite "Progrès" (1891) du "Train des Mouettes" (Trains & Traction),  Classé MH.

#### En voie métrique
- La 030T Corpet-Louvet no 75 "ex-TIV" (1909) du "MTVS" (Musée des Tramways à Vapeur et des chemins de fer Secondaires),  Classé MH.
- La 030T Bicabine no 303 (1888) de "l'ASVI" (Association pour la Sauvegarde du Vicinal) en Belgique.
- La 040T Corpet-Louvet no 22 "ex-Entreprise Paul Frot" (1923) du "VFV" (Velay Express - Voies Ferrées du Velay).
- La 020+020T Mallet no 11SM (1906) du "Brohltalbahn-Vulkan-Express (de)" (Allemagne).
- L'autorail SCF Verney X212 (1951) du "CFBS" a assuré des navettes entre la gare de Saint-Valery-Port et la gare de Saint-Valery-Ville.
- Exposition de la voiture As 51 "Salon" (1888) du "CFBS" en gare de Saint-Valery-Port.

#### En voie étroite (60cm)
- La 030T Decauville no 5 (1916) du "CFCD" (P'tit train de la Haute Somme - APPEVA),  Classé MH. Elle assurait des allers-retours avec une courte rame sur une voie provisoire posée avenue Paul Doumer à Cayeux-sur-Mer.

#### Train spécial
- Le dimanche 4 juillet, un train spécial a été organisé par le "PVC" (Pacific Vapeur Club), tracté par les locomotives diesel BB 68081 (1968) et la CC 72084 (1974) de la SNCF (CMR - Cellule des Matériels Radiés), rejoignait la gare de Noyelles-sur-Mer au départ de la gare de Sotteville. La CC 72084 tomba en panne à Noyelles-sur-Mer et fut acheminer par deux locomotives à vapeur au dépôt du "CFBS" à Saint-Valery-Canal.

#### Autres associations présentes
- L'Association Le Fardier de Cugnot (réplique de l'original construit en 1769).
- Les Vélorails du pays Chartrain.
- Les Autobus de Paris.

#### Activités diverses
Exposition photos sur les 50 ans du "CFBS", village terroir, boulangerie de campagne, scierie à vapeur, motos anciennes, tracteurs anciens, voitures anciennes, trains miniatures et modélisme, bourse ferroviaire, train à vapeur vive, simulation ferroviaire, groupe costumé, orchestres...

### 2026
La 12e édition aura lieu les 25 et 26 avril 2026 (avec un « Festival OFF » le vendredi 24).
Outre le matériel du CFBS qui sera en service (Pinguely no 101, Buffaud-Robatel no 3714, Cail no 2, et Haine-Saint-Pierre no 15), de nombreux matériels viendront également d'autres réseaux (dont plusieurs locomotives à vapeur).

### Galerie de photographies

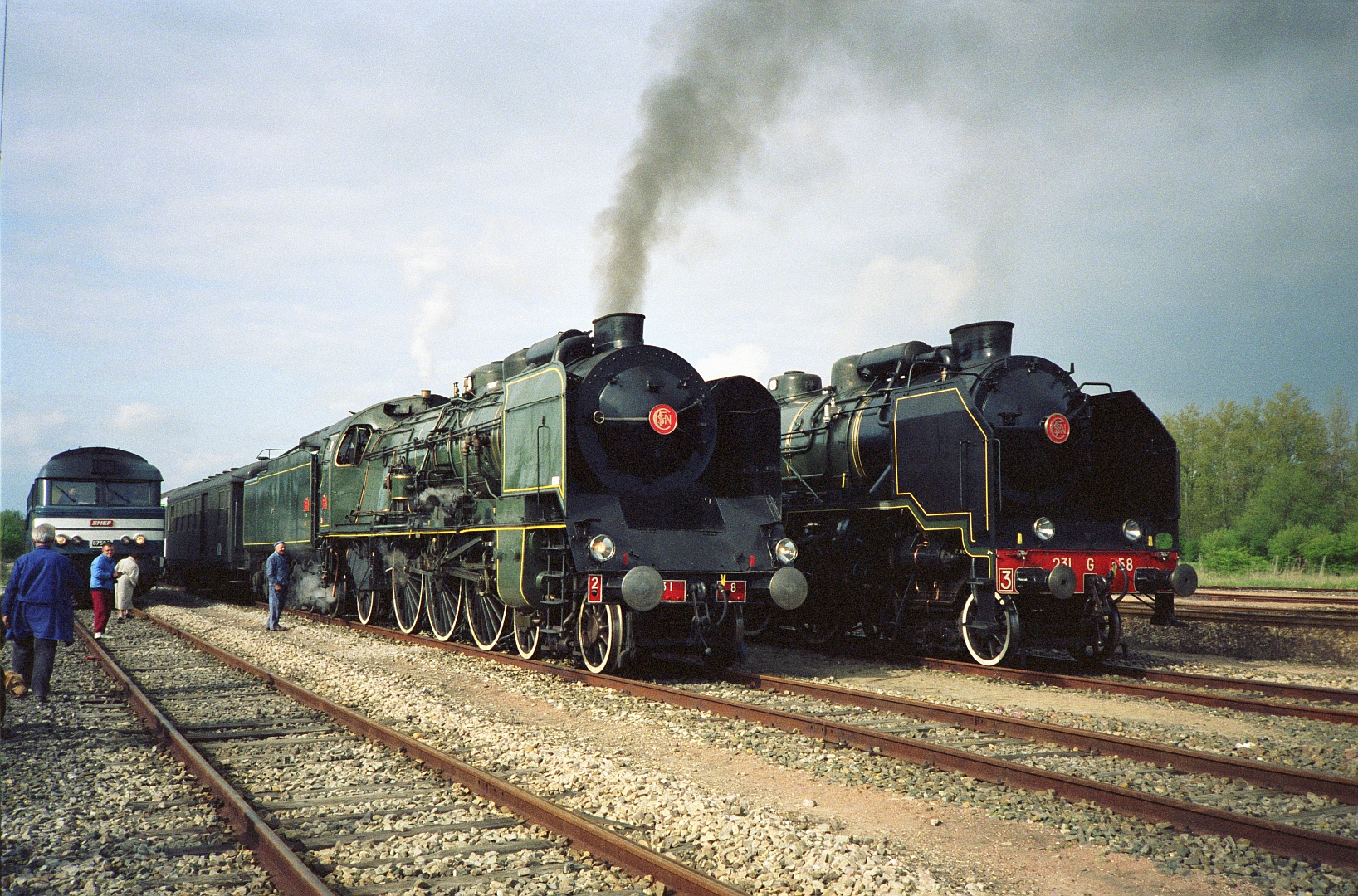
La 231 K 8 du MFPN avec la 231 G 558 du PVC à Noyelles-sur-Mer en 1992.
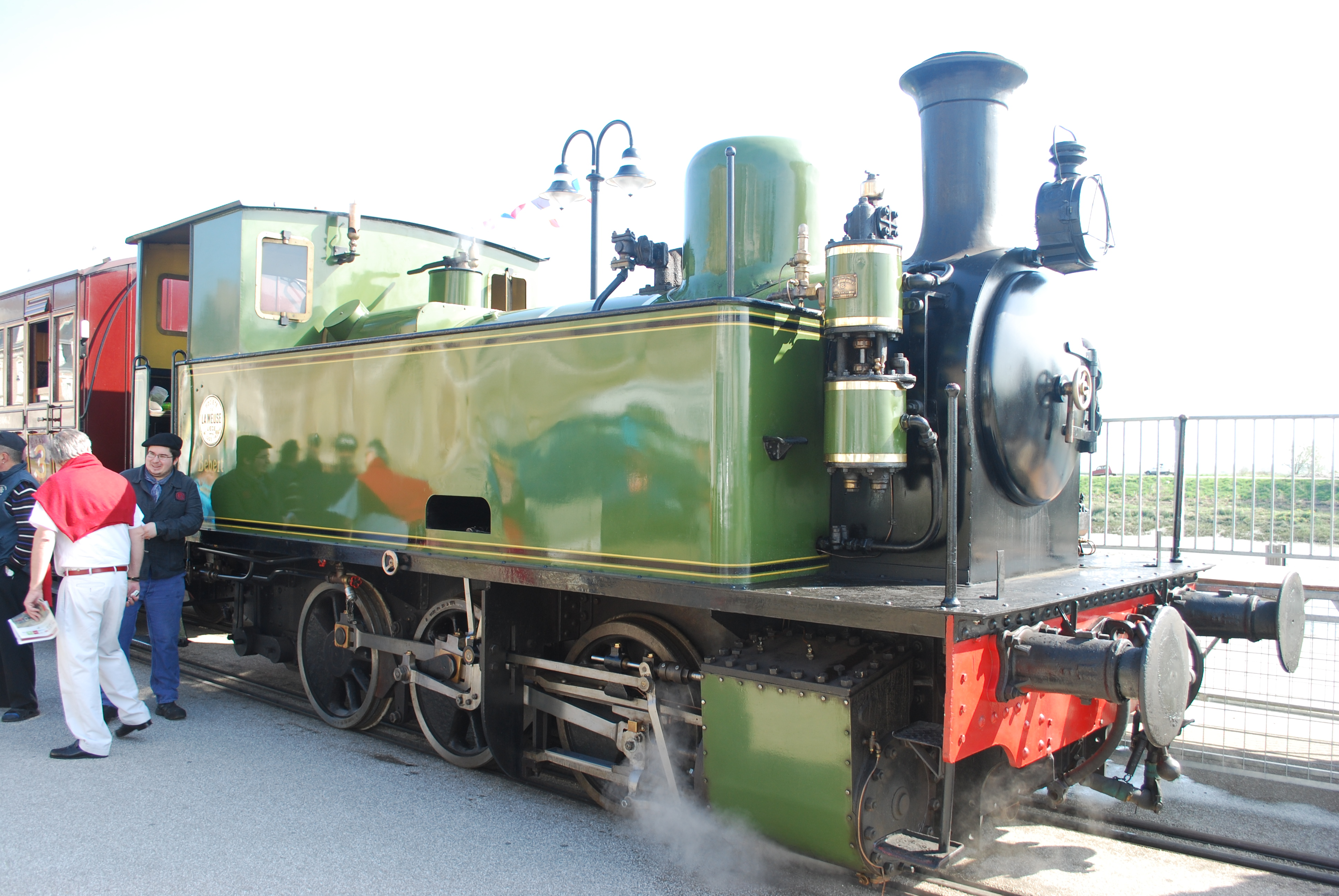
La 030T La Meuse no 3223 dite « Bébert » du Stoomtrein Maldegem-Eeklo à Saint-Valery-Port en 2013.
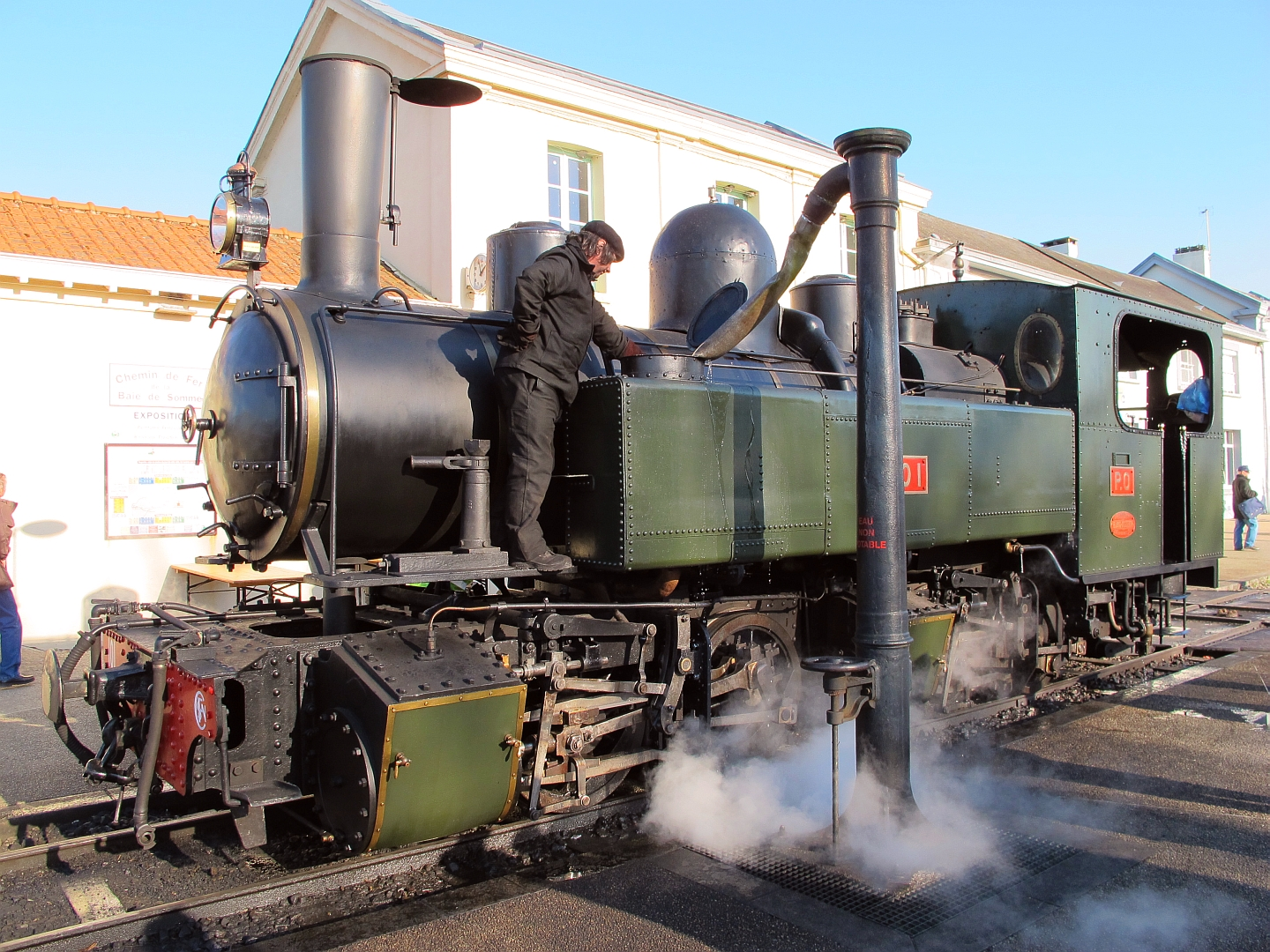
La Mallet no 101 ex-POC des Voies ferrées du Velay à Noyelles-sur-Mer en 2013.
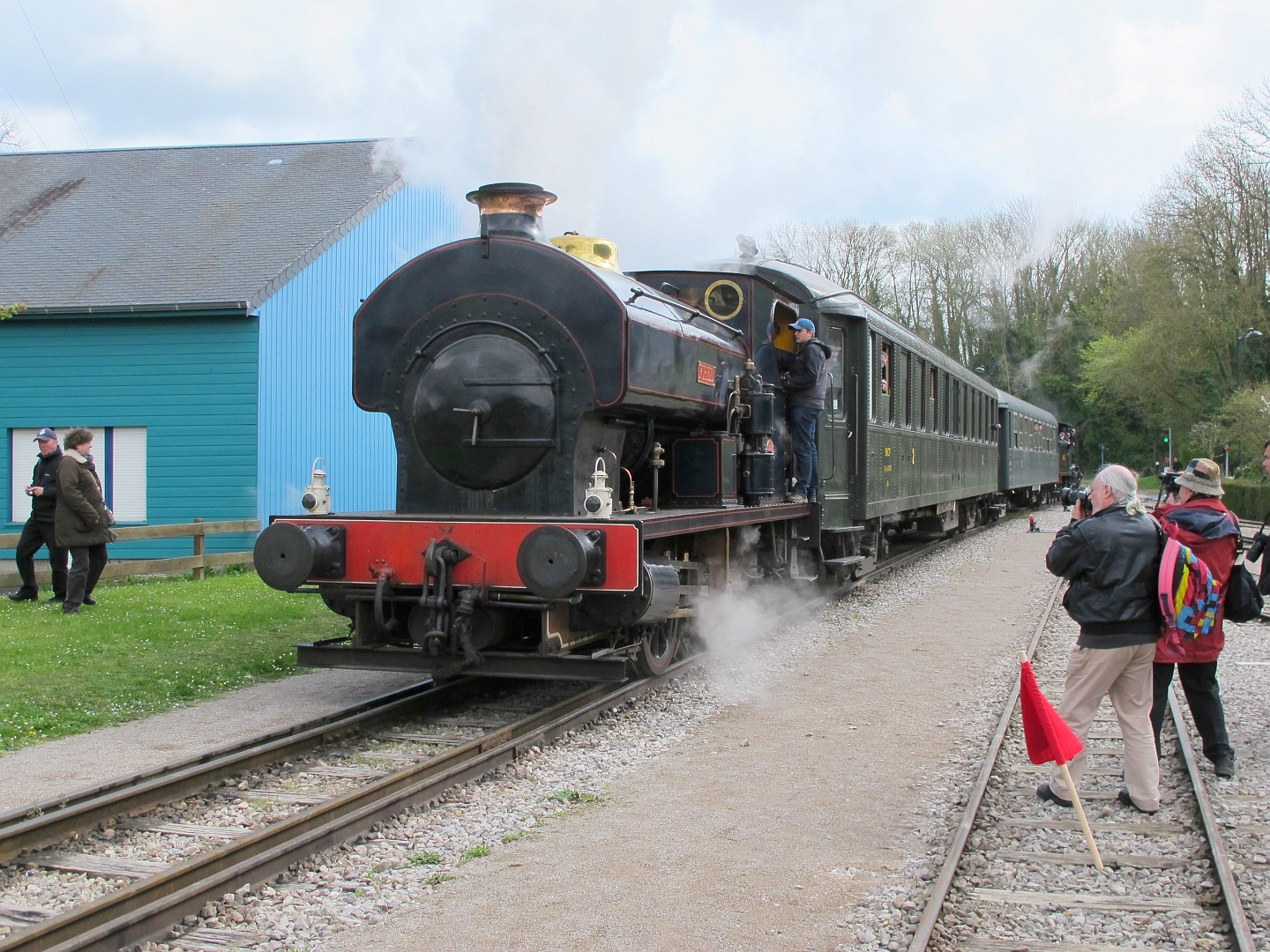
La 020T saddle tank RS16 dite « FRED » du Stoomtrein Maldegem-Eeklo à Saint-Valery-Ville en 2016.
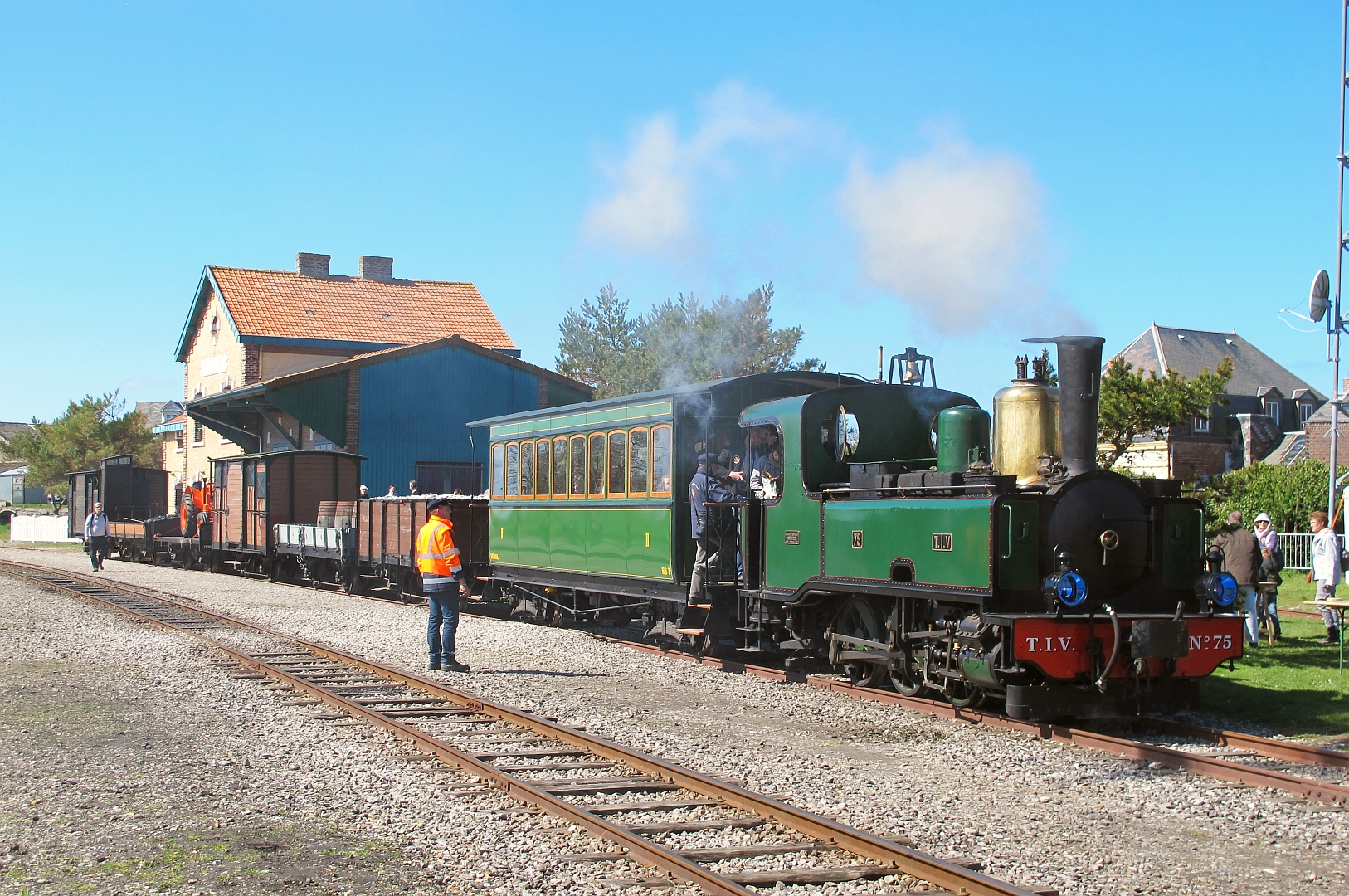
La 030T Corpet-Louvet no 75 (ex-TIV) du MTVS à Cayeux-sur-Mer en 2016.
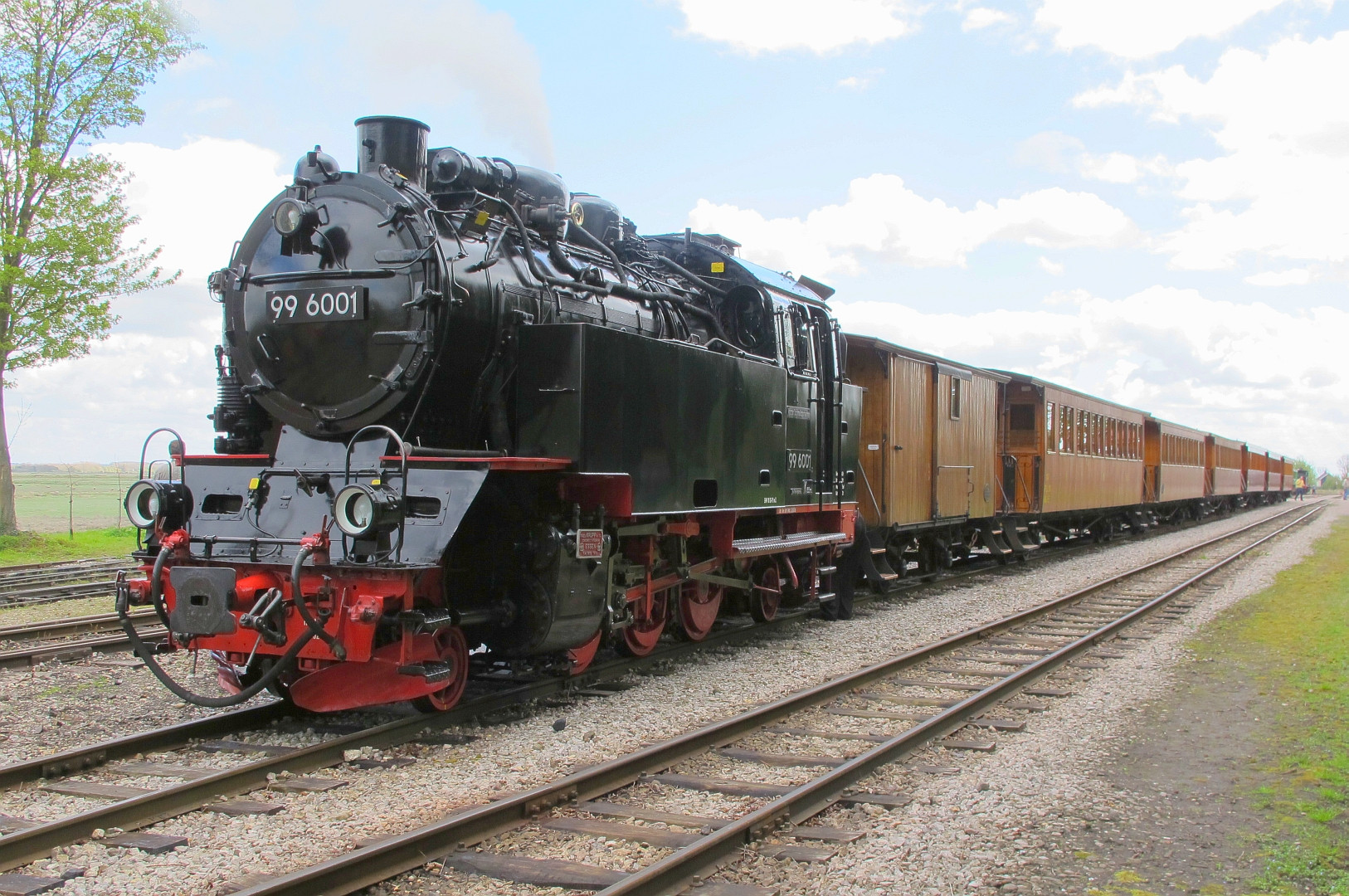
La 131T Br 99.6001 du Chemin de fer du Harz à Saint-Valery-Canal en 2016.
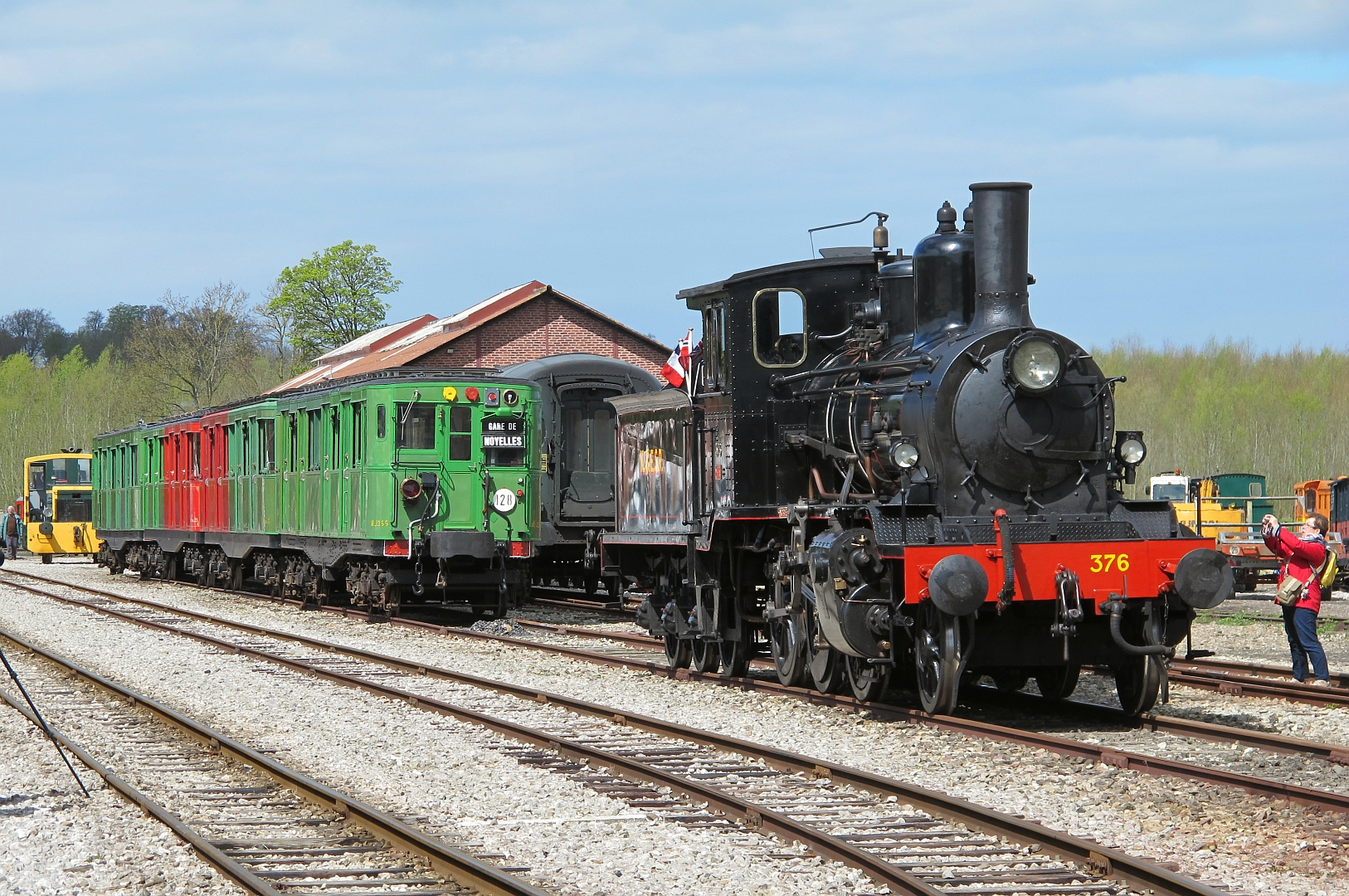
La 130 NSB no 376 du K&ESR et la rame Sprague de l’ADEMAS à Saint-Valery-Canal en 2016.
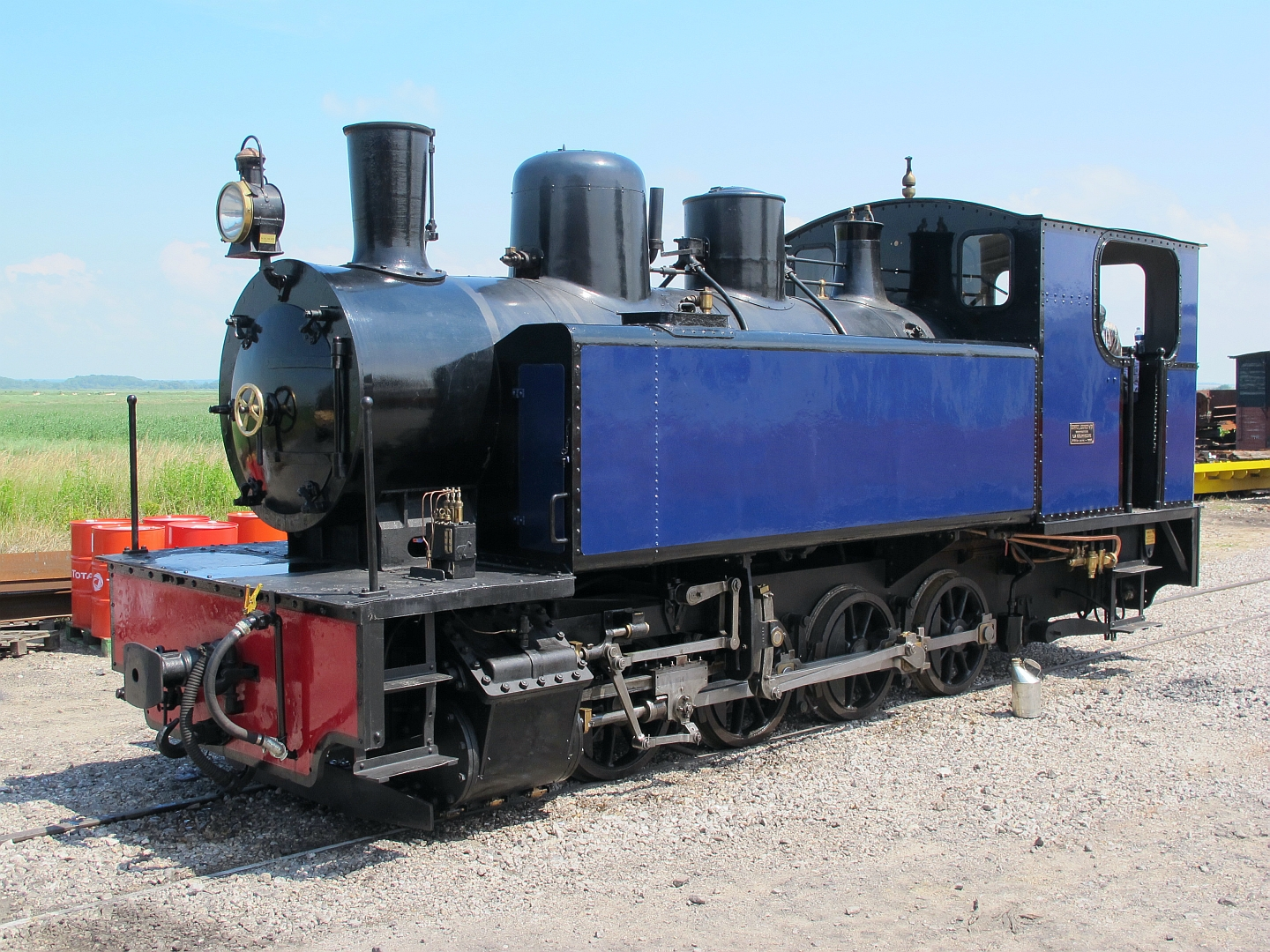
La 040T Corpet-Louvet no 22 du Velay Express à Saint-Valery-Canal en 2021.
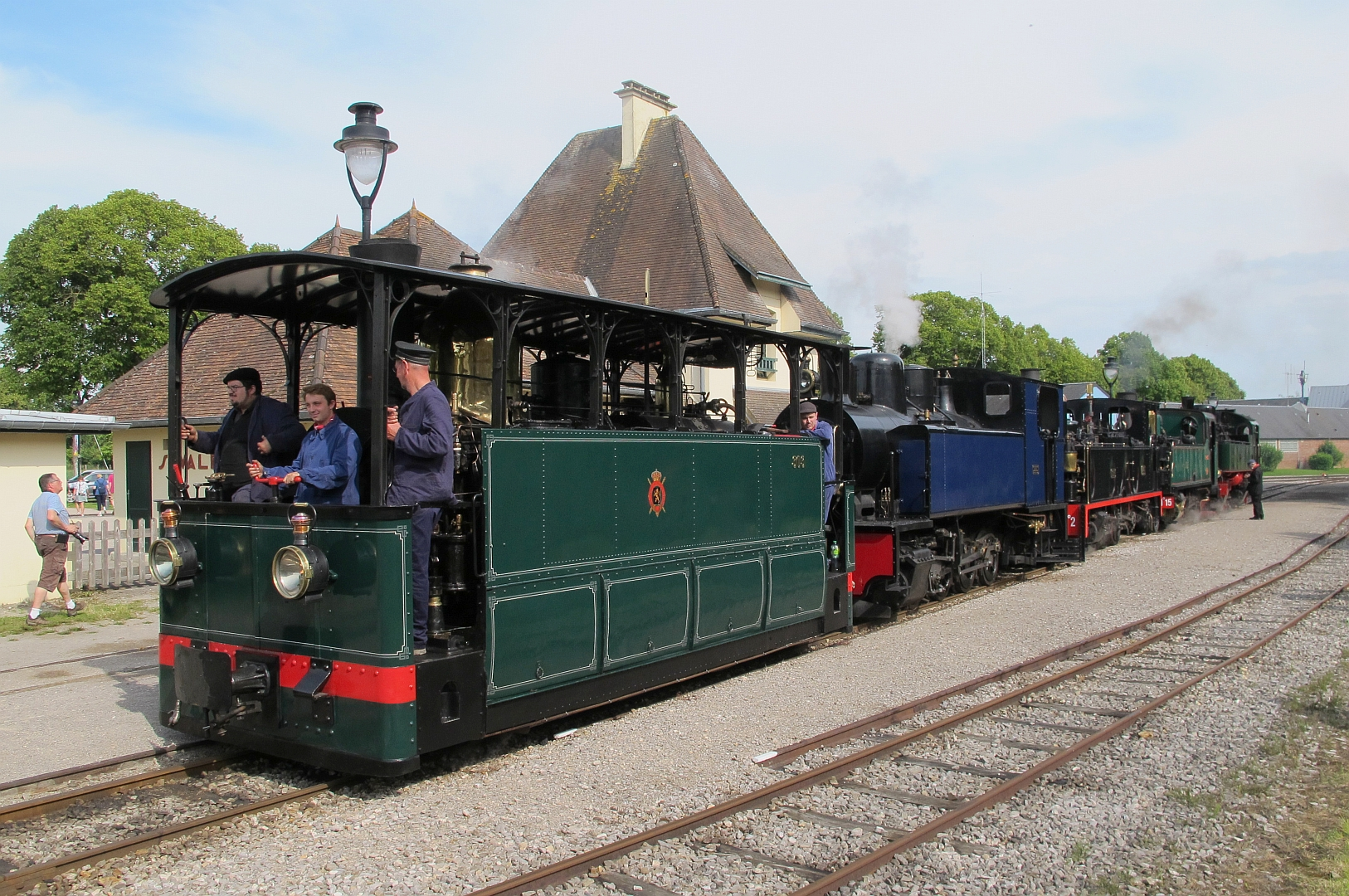
La HL303 de l'ASVi devant la 040T no 22 du Velay Express à Saint-Valery-Ville en 2021.
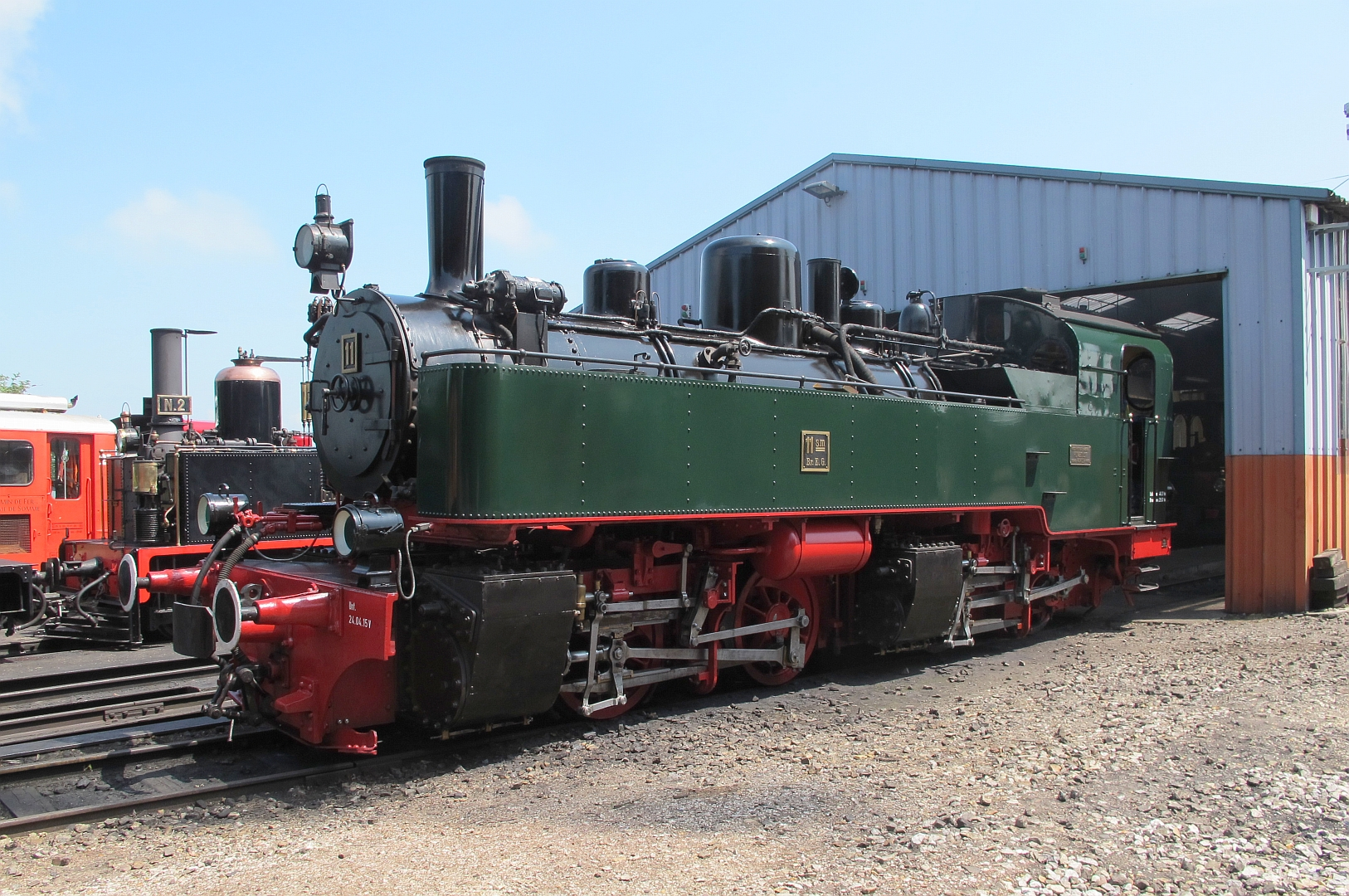
La Mallet 11sm du Brohltalbahn (de) à Saint-Valery-Canal en 2021.

## Les collections
Les listes suivantes ne sont pas exhaustives et devront être complétées ou actualisées au fil du temps (dernière actualisation en février 2025) :

### Locomotives à vapeur
Le CFBS détient de 9 locomotives à vapeur, dont 4 sont en service.

#### Origine réseau des bains de mer
| Numéro CFBS | Configuration | Constructeur et date | Numéro d'usine | État actuel                                       | Date d'arrivée au CFBS | Origine et informations techniques | Photo |
| ----------- | ------------- | -------------------- | -------------- | ------------------------------------------------- | ---------------------- | --- | ----- |
| 24          | 030T          | Corpet-Louvet, 1907  | no 1087        | Hors service (en cours de restauration complète). | 16 juin 2015           | - Locomotive surnommée « La Scarpe ». - Ex-râperie Béghin de Lanchères, ex-TTA (Belgique). - Seule locomotive rescapée ayant circulé sur le réseau des Bains de Mer. - En cours d'inspection pour une restauration complète. - 6,75 m, 16,7 t (20,4 t en ordre de marche), vitesse maximum : inconnue. - Timbre chaudière : 12,5 kg/cm2. - Capacité de la soute à charbon : 800 kg. - Capacité de la soute à eau : 2 000 L (2 m3). - Inscrit MH (2017) |       |

#### Origine française
| Numéro CFBS | Configuration | Constructeur et date    | Numéro d'usine | État actuel                                        | Arrivée au CFBS  | Origine et informations techniques | Photo |
| ----------- | ------------- | ----------------------- | -------------- | -------------------------------------------------- | ---------------- | --- | ----- |
| 25          | 020T          | Corpet-Louvet, 1927     | no 1672        | Hors service (en attente d'une révision complète). | 6 mars 1971      | - Locomotive surnommée « La Verte » en raison de sa couleur de livrée. - Ex-Entreprise Paul Frot, récupérée avec deux autres 020T et deux 040T. - C'est cette locomotive qui a assuré le premier train commercial du « CFBS » le 4 juillet 1971. - Restaurée en 2007. - Chute de timbre en avril 2016 - 6,24 m, 14,8 t (16,6 t en ordre de marche), vitesse maximum : inconnue. - Timbre chaudière : 12,5 kg/cm2. - Capacité de la soute à charbon : 380 kg. - Capacité de la soute à eau : 1 500 L (1,5 m3). - Distribution Walschaerts à tiroirs plans. |       |
| 1           | 130T          | Corpet-Louvet, 1906     | no 1097        | Hors service (en attente d'une révision complète). | 14 avril 1971    | - Ex-Compagnie des chemins de fer départementaux de l'Aisne (CDA) no 1. - Restaurée en 2006 et révisée en 2016. - Hors service depuis fin 2022. - 7,7 m, 19 t (25 t en ordre de marche), vitesse maximum : inconnue. - Timbre chaudière : 12,5 kg/cm2. - Capacité de la soute à charbon : 800 kg. - Capacité de la soute à eau : 3 000 L (3 m3). - Distribution : Walschaerts à tiroirs plans. - Classé MH (1987) |       |
| 2           | 130T          | Cail, 1889              | no 2296        | Opérationnelle                                     | 2 décembre 1994  | - Ex-Chemin de Fer de Porto Rico (FCPR) no 2. - Restaurée en 2003 et révisée en 2012-2013. - 8 m, 22 t (28,5 t en ordre de marche), vitesse maximum : inconnue. - Timbre chaudière : 12,5 kg/cm2. - Capacité de la soute à charbon : 800 kg. - Capacité de la soute à eau : 3 000 L (3 m3). - Distribution : Allan à tiroirs plans. - Inscrit MH (2019) |       |
| 101         | 030T          | Pinguely, 1905          | no 165         | Opérationnelle                                     | 24 avril 1975    | - Ex-Chemins de fer du Morbihan (CM) no 101. - Confiée par la FACS (propriétaire). - Restaurée puis mise hors service à partir de 1996. - Nouvelle restauration entre 2009 et 2013. - 7 m, 18,5 t (24 t en ordre de marche), vitesse maximum : inconnue. - Timbre chaudière : 12,5 kg/cm2. - Capacité de la soute à charbon : 900 kg. - Capacité de la soute à eau : 3 200 L (3,2 m3). - Distribution : Walschaerts à tiroirs plans. - Classé MH (1994) |       |
| 15          | 130T          | Haine-St-Pierre, 1920   | no 1316        | Opérationnelle                                     | 30 juillet 1971  | - Ex-Compagnie des Chemins de fer de Milly à Formerie et de Noyon à Guiscard et Lassigny (VFIL) no 15, elle a fini sa carrière sur la ligne Saint-Just-en-Chaussée - Crèvecœur-le-Grand (Oise). - Restaurée en 1998, révisée en 2011 et en 2018. - 8,61 m, 24,8 t (33,7 t en ordre de marche), vitesse maximum : inconnue. - Timbre chaudière : 12,6 kg/cm2. - Capacité de la soute à charbon : 00 t. - Capacité de la soute à eau : 4 140 L (4,1 m3). - Distribution : Walschaerts à tiroirs plans. - Classé MH (1992) |       |
| 3714        | 031T          | Buffaud & Robatel, 1909 |                | Opérationnelle                                     | 14 avril 1971    | - Ex-SE-réseau de Seine-et-Marne no 3714 « Beton-Bazoches ». - Acquise en 1965 pour un musée des chemins de fer secondaires à Verneuil qui n'aboutira pas, puis en 1970 pour un réseau touristique en Lozère, également sans suite, cette machine est rachetée par le tout jeune CFBS en 1971, qui la restaurera jusqu'en 1981. Elle servira régulièrement jusqu'en 1998, où elle sera à nouveau restaurée, car elle tracte encore régulièrement les rames du CFBS. - Restaurée en 1980 et en 2000, puis révisée en 2012 et à nouveau entre 2015 à 2017. - 7,6 m, 20 t (27 t en ordre de marche), vitesse maximum : inconnue. - Timbre chaudière : 12,5 kg/cm2. - Capacité de la soute à charbon : 1,2 t. - Capacité de la soute à eau : 3 100 L (3,1 m3). - Classé MH (1987) |       |
| E.332       | 230T          | Fives-Lille, 1909       | no 3587        | Hors service (en attente d'une révision complète). | 27 novembre 2003 | - Ex-SE / Réseau breton (RB), acquise auprès du Blonay-Chamby. - Remise en service le 20 avril 2009. - Chaudière à chute de timbre depuis le 12 novembre 2018. - 9,45 m, 33,5 t (44,5 t en ordre de marche), vitesse maximum : 55 km/h (285 ch). - Timbre chaudière : 12 kg/cm2. - Capacité de la soute à charbon : 1,3 t. - Capacité de la soute à eau : 5 800 L (5,8 m3). |       |
| 4           | 030T          | Piguet, 1912            |                | Hors service (en cours de restauration complète).  | 23 avril 2013    | - Ex-Tramways de la Corrèze (TC) - confiée par l'AMTUIR. - 7 m, 18,5 t (23,5 t en ordre de marche), vitesse maximum : inconnue. - Timbre chaudière : 12,5 kg/cm2. - Capacité de la soute à charbon : 900 kg. - Capacité de la soute à eau : 2 500 L (2,5 m3). - Distribution : Walschaerts à tiroirs plans. |       |
| 47          | 030T          | Corpet-Louvet, 1903     | no 927         | Hors service (épave).                              | 27 juin 2016     | - Ex-chemins de fer économiques des Charentes. - Récupérée chez le ferrailleur Vaillant à Saint-Valery-sur-Somme. - Projet de la remettre en état de présentation. |       |

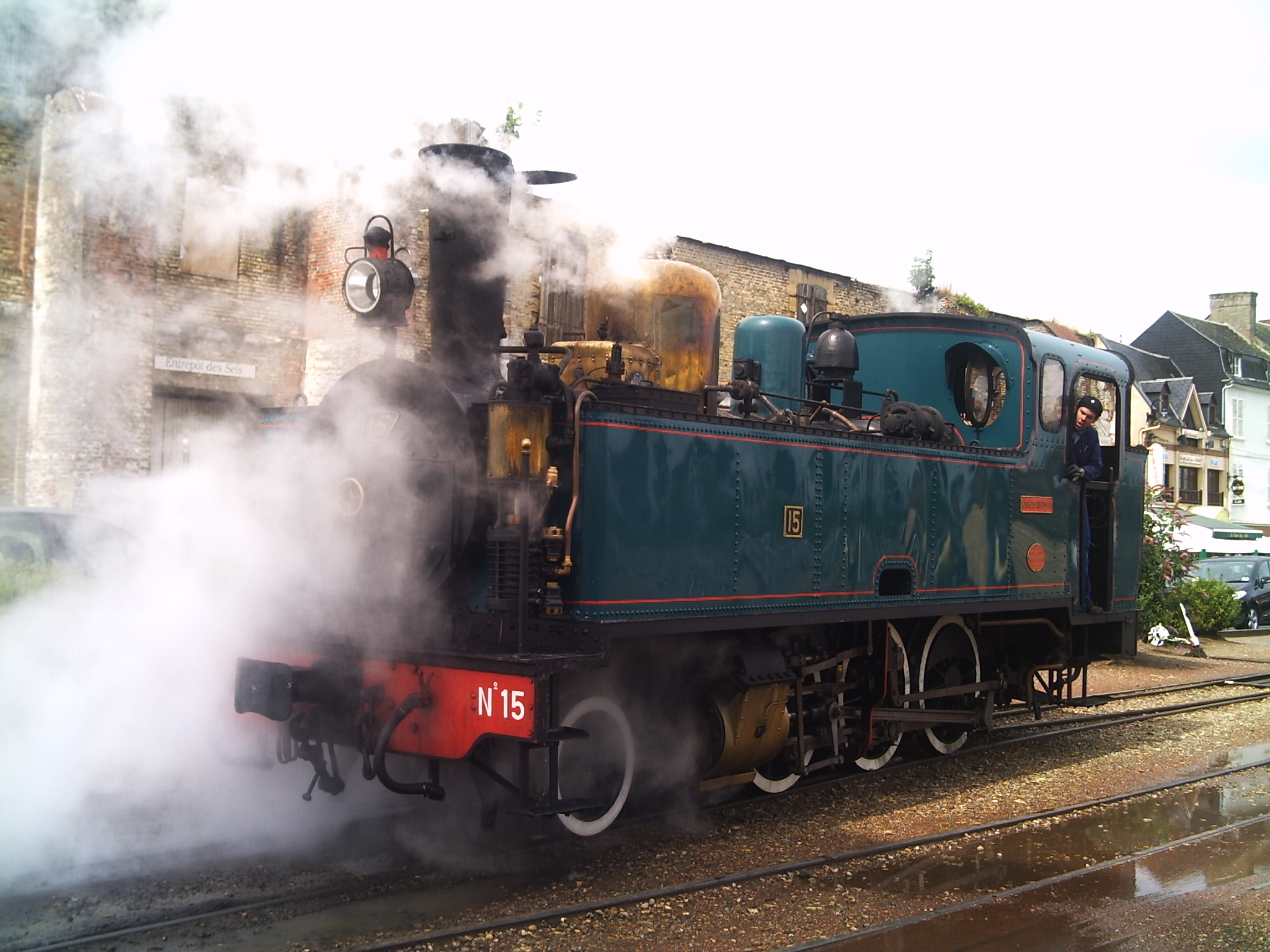
La 130T Haine-Saint-Pierre no 15.
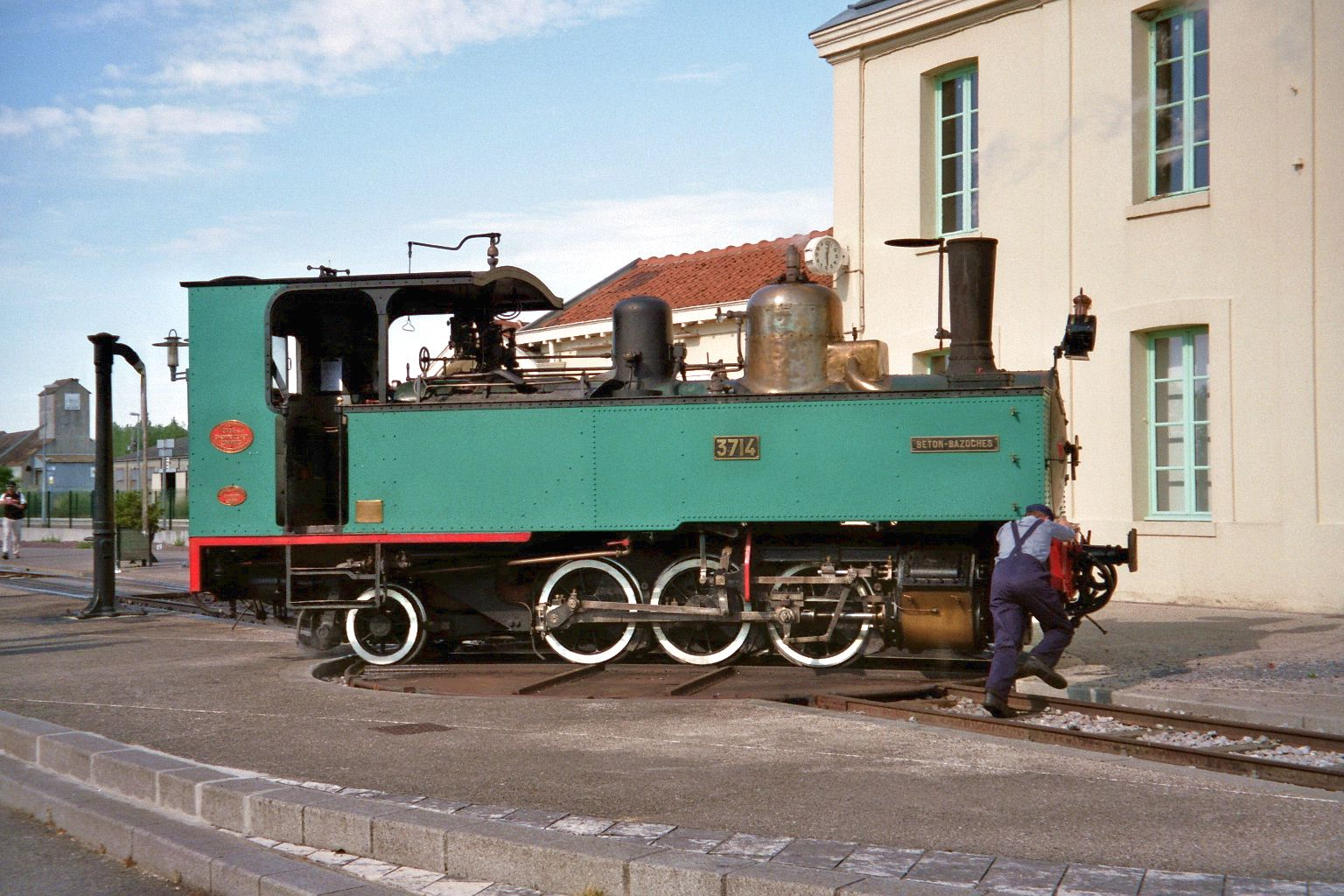
La 031T Buffaud-Robatel no 3714.
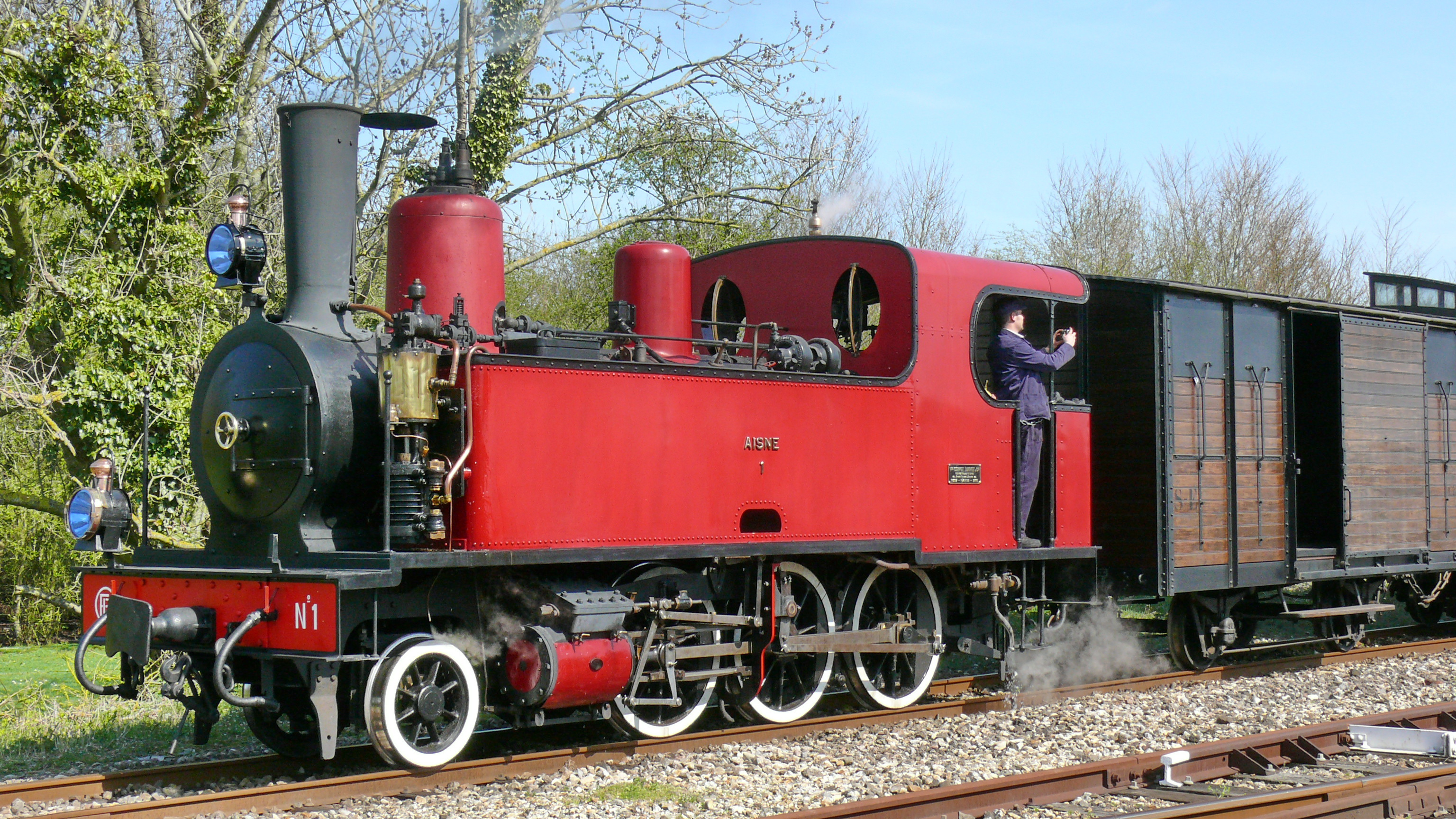
La 130T Corpet-Louvet, ex-CDA no 1.
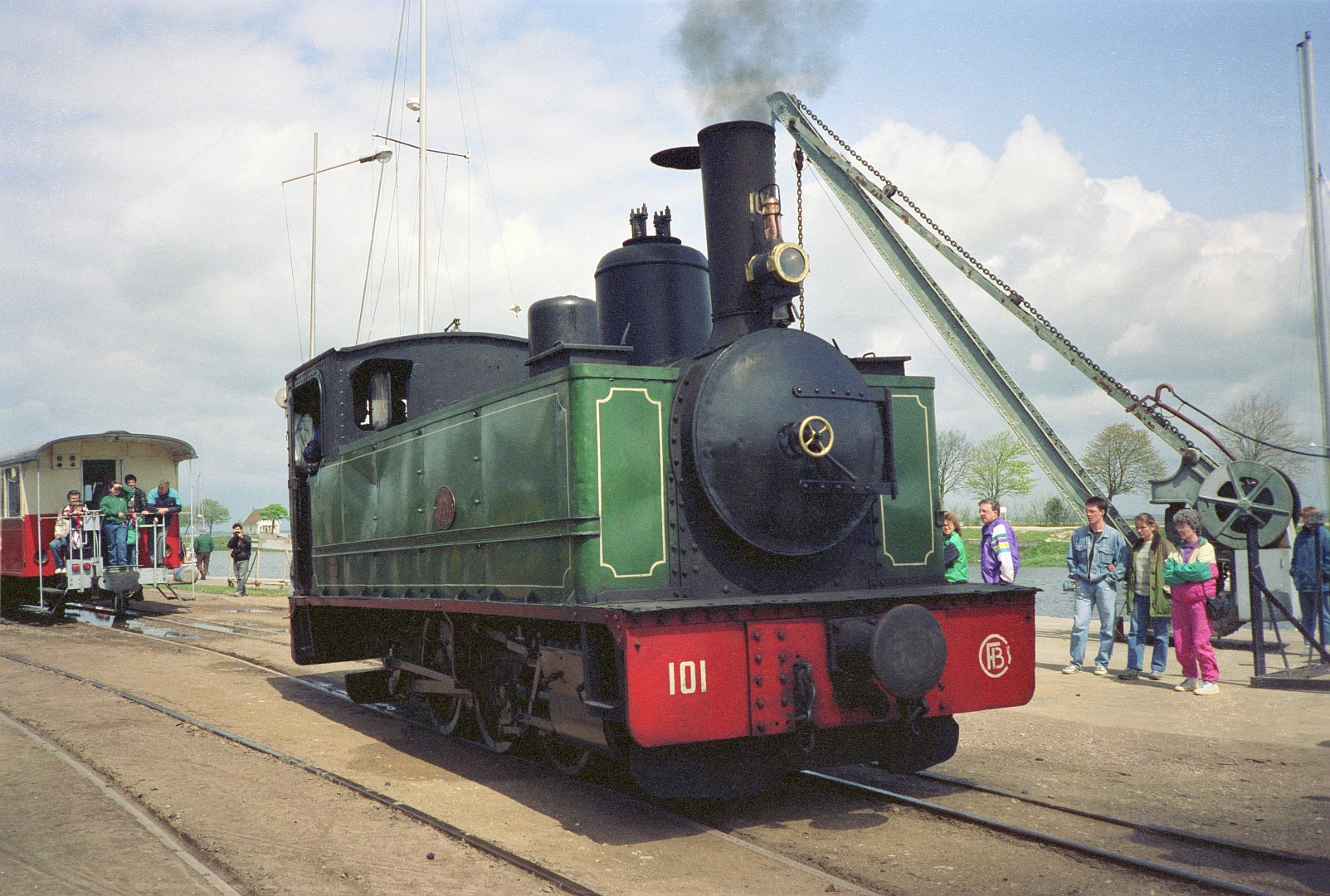
La 030T Pinguely no 101 en 1992.
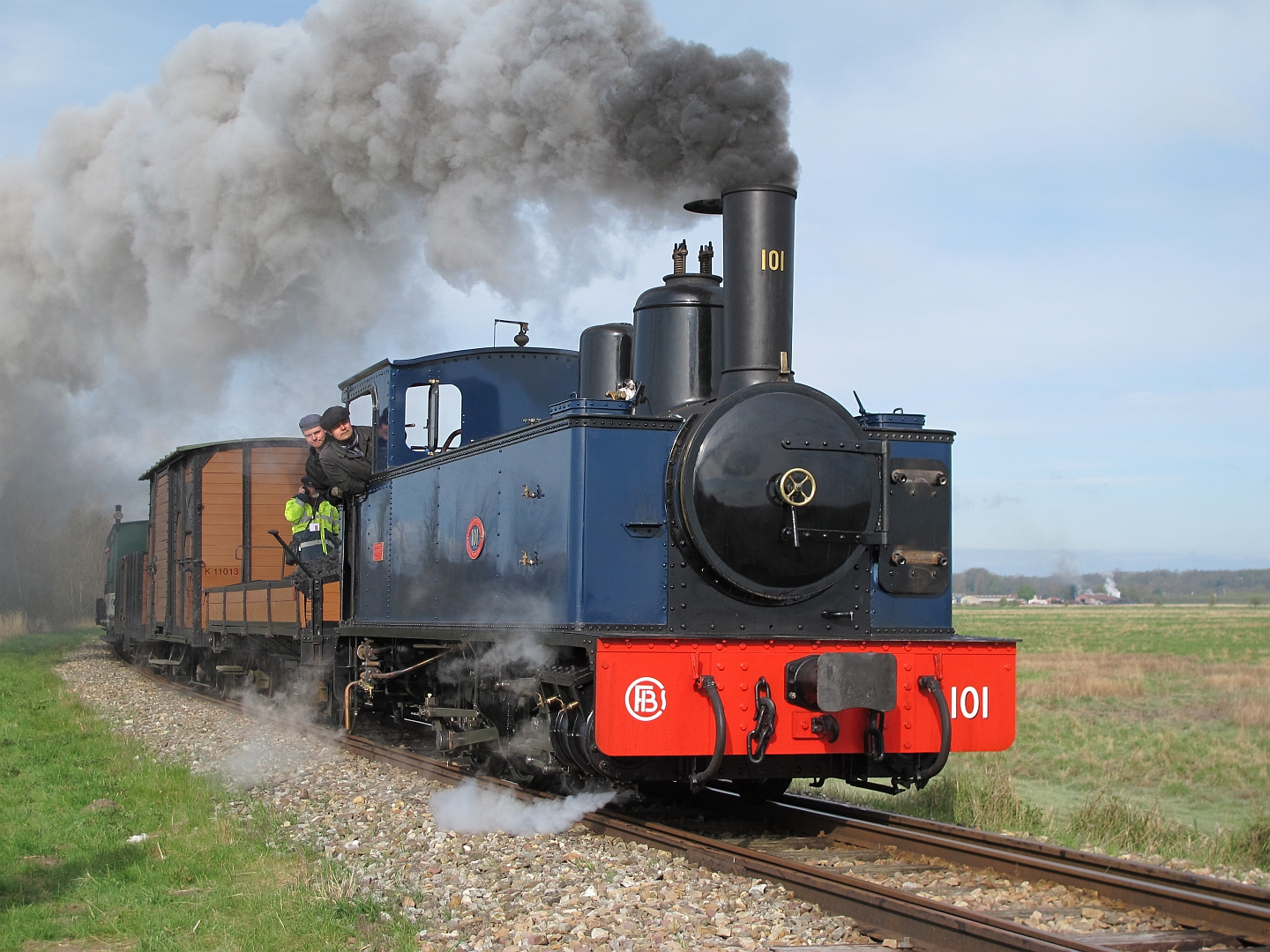
La 030T Pinguely no 101 a été remise en service pour la Fête de la Vapeur de 2013.
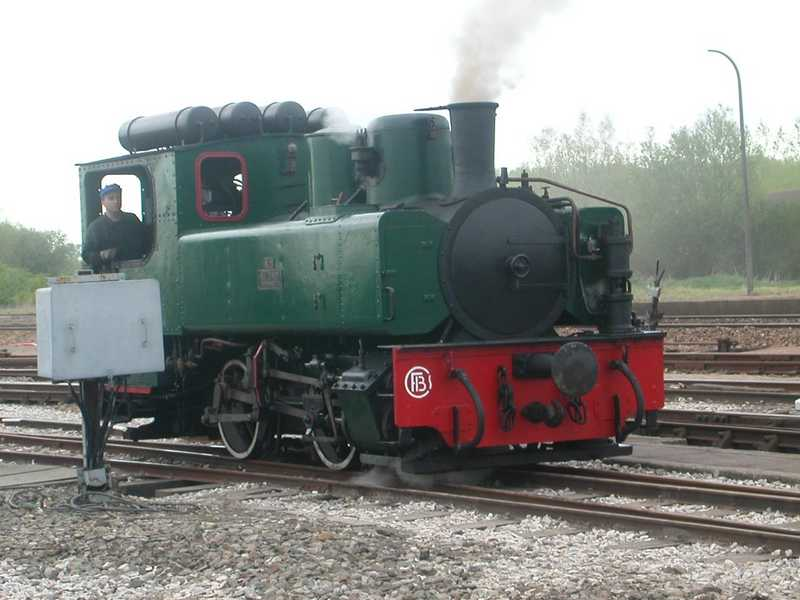
La 020T Corpet-Louvet no 25.
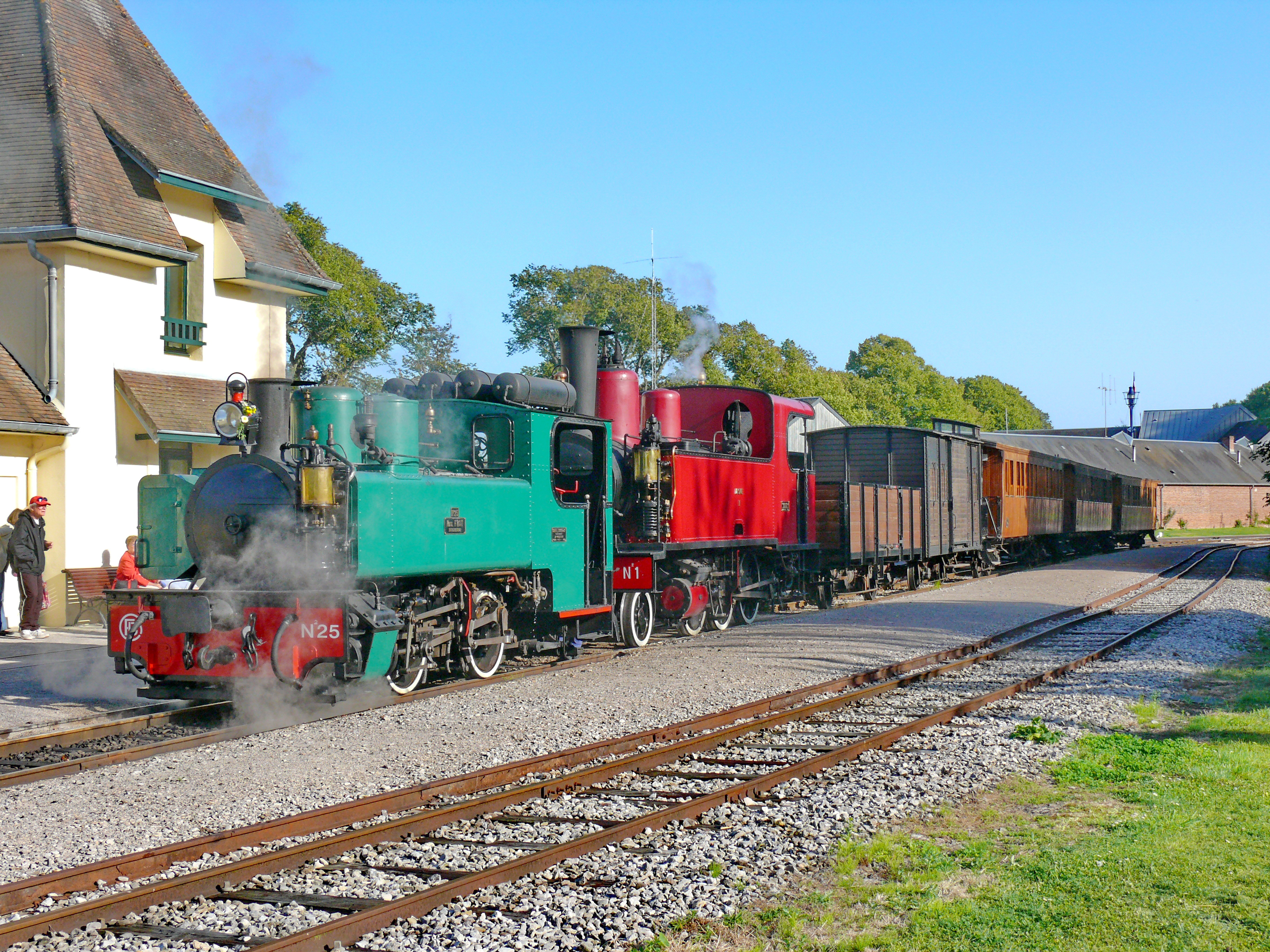
Double traction assurée par la 020T Corpet-Louvet no 25 et la 130T Corpet-Louvet no 1, pour cette rame en gare de Saint-Valery-Ville au départ pour Cayeux-sur-Mer.
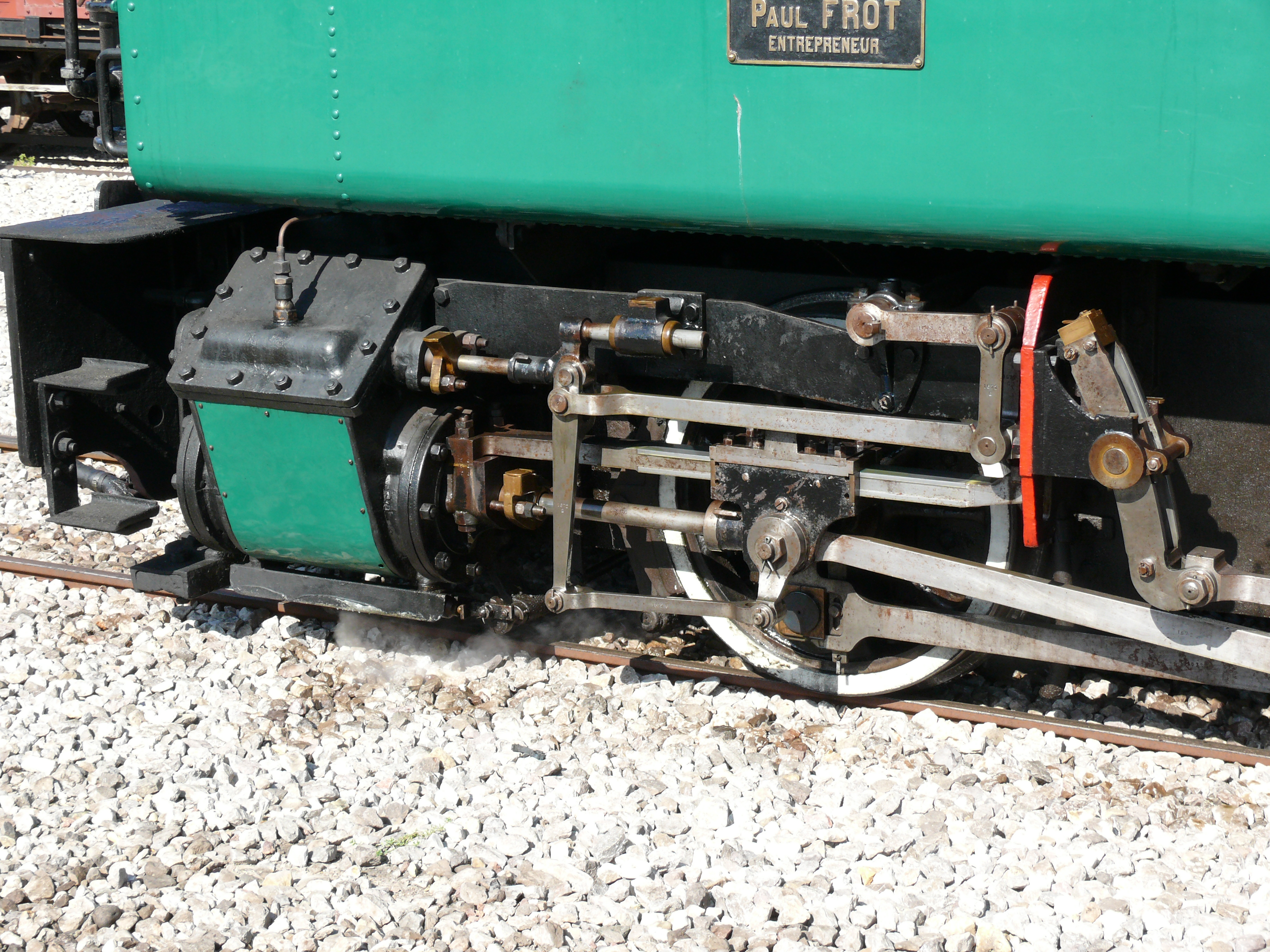
Détail de l'embiellage de la 020T Corpet-Louvet no 25.

### Locotracteurs
Le CFBS détient 9 locotracteurs diesel, dont 5 sont en service.

#### Origine réseau des bains de mer
| Numéro | Configuration | Constructeur et date           | Origine                                                                         | État actuel                                                         | Date d'arrivée au CFBS | Informations techniques | Photo |
| ------ | ------------- | ------------------------------ | ------------------------------------------------------------------------------- | ------------------------------------------------------------------- | ---------------------- | --- | ----- |
| 301    | C-dm          | Ateliers VFIL de Lumbres, 1948 | 1973 ex-CFTA Somme no 353, 1960 ex-RDTA, 1956 ex-VFIL Nord-Pas-de-Calais no 301 | Hors service (restauration actuellement suspendue, garé sous abri). | 1973                   | - À servi de prototype pour les no 351 et no 352. - Exposé lors de la "Fête de la Vapeur" de 2013. - 8,1 m, 18 t (00,0 t en ordre de marche), vitesse maximum : 40 km/h (180 ch). - Capacité du réservoir à gazole : 0 000 L (00,0 m3). |       |
| 351    | C-dm          | Ateliers VFIL de Lumbres, 1951 | 1973 ex-CFTA Somme, avril 1957 ex-VFIL Flandres                                 | Hors service (en attente de révision).                              | 1973                   | - Type « Flandres » - 8 m, 19,5 t (00,0 t en ordre de marche), vitesse maximum : 45 km/h (180 ch). - Capacité du réservoir à gazole : 0 000 L (00,0 m3).                                                                                |       |
| 352    | C-dm          | Ateliers VFIL de Lumbres, 1951 | 1973 ex-CFTA Somme, avril 1957 ex-VFIL Flandres                                 | Opérationnel                                                        | 1973                   | - Type « Flandres » - 8 m, 19,5 t (00,0 t en ordre de marche), vitesse maximum : 45 km/h (180 ch). - Capacité du réservoir à gazole : 0 000 L (00,0 m3).                                                                                |       |

#### Origine étrangère
| Numéro | Configuration | Constructeur et date                | Origine | État actuel                                       | Date d'arrivée au CFBS | Informations techniques | Photo |
| ------ | ------------- | ----------------------------------- | --- | ------------------------------------------------- | ---------------------- | --- | ----- |
| 824    | C-dm          | Naval, 1966                         | Ex-Chemin de Fer Catalans | Opérationnel                                      | 24 juillet 1991        | - Locotracteur surnommée "Rolls". - Transmission par bielles, anciennement motorisé Rolls-Royce. - En service avec un nouveau moteur Deutz de 400 ch. - 7,2 m, 33,5 t (00,0 t en ordre de marche), vitesse maximum : 28 km/h (230 ch). - Capacité du réservoir à gazole : 0 000 L (00,0 m3).                                                                 |       |
| 2      | B-dh          | Klöckner-Humboldt-Deutz, 1953       | 2010 ex-Chemin de fer Montreux - Oberland Bernois ; 1982 ex-CF de Juist, 1971 ex-CF de Sylt, 1966 ex-CF de l'arrondissement de Herford | Hors service (en cours de restauration complète). | 4 mars 2010            | - Modèle A6M 517 R construit en de nombreux exemplaires ; deux autres existent au Train du Bas-Berry. - Récupéré en bon état de marche (remotorisé avec un moteur IVECO de 140 ch en 2013). - 6,24 m, 17,5 t (00,0 t en ordre de marche), vitesse maximum : 30 km/h (moteur Deutz d'origine à 115 ch). - Capacité du réservoir à gazole : 0 000 L (00,0 m3). |       |
| 15     | B-dm          | Raco Landquart "Pilou", 1957        | Ex-Chemins de fer rhétiques Tm 2/2 15                                                                                                  | Opérationnel                                      | 16 novembre 2010       | - Moteur Cummins 4BT 3.9 de 1989, transmission par chaînes. - Fait partie d'une série de 12 unités. - Remis en peinture livrée CFBS. - 0,00 m, 9 t (00,0 t en ordre de marche), vitesse maximum : inconnue (84 ch). - Capacité du réservoir à gazole : 0 000 L (00,0 m3).                                                                                    |       |
| 21     | B-dm          | Raco Landquart "Pilou", 1965        | Ex-Chemins de fer rhétiques Tm 2/2 21                                                                                                  | Opérationnel                                      | 16 novembre 2010       | - Moteur Cummins 4BT 3.9 de 1989, transmission par chaînes. - Fait partie d'une série de 12 unités. - Remis en peinture livrée CFBS. - 0,00 m, 9 t (00,0 t en ordre de marche), vitesse maximum : inconnue (84 ch). - Capacité du réservoir à gazole : 0 000 L (00,0 m3).                                                                                    |       |
| 986    | Tmh           | RACO (Robert Aebi AG, Zürich), 1965 | Ex-Chemin de fer du Brünig (de), ex-entreprise ferroviaire (caténaires) Furrer-Frey                                                    | Opérationnel                                      | 25 janvier 2018        | - 0,00 m, 13 t (00,0 t en ordre de marche), vitesse maximum : inconnue (140 ch). - Capacité du réservoir à gazole : 0 000 L (00,0 m3). |       |

### Locotracteur (à voie normale)
Le CFBS détient 1 locotracteur diesel.

#### Origine française
| Numéro | Configuration | Constructeur et date       | Origine                                                                                    | État actuel                            | Date d'arrivée au CFBS | Informations techniques | Photo |
| ------ | ------------- | -------------------------- | ------------------------------------------------------------------------------------------ | -------------------------------------- | ---------------------- | --- | ----- |
| Y 2107 | B-dm          | Baudet Donon Roussel, 1952 | Offert en 1987 par l'usine de machines agricoles John Deere de Fleury-les-Aubrais (Loiret) | Hors service (en attente de révision). | Novembre 1987          | - Locotracteur à voie normale (ex-Y 2107 de la SNCF). - Entièrement restauré par l'association en 2009. - 5,78 m, 14 t (00,0 t en ordre de marche), vitesse maximum : 50 km/h (45 ch). - Capacité du réservoir à gazole : 0 000 L (00,0 m3). |       |

### Locomotive diesel
Le CFBS détient 1 locomotive diesel.

#### Origine étrangère
| Numéro CFBS | Configuration | Constructeur et date      | Origine | État actuel  | Date d'arrivée au CFBS | Informations techniques | Photo |
| ----------- | ------------- | ------------------------- | --- | ------------ | ---------------------- | --- | ----- |
| 60002       | B-B           | FAUR (en), date inconnue. | Ex-Chemins de fer roumains à voie de 76 cm, reconditionné pour la voie métrique en 2003 par la société Constructions Ferroviaires GIRAGR, ensuite utilisé par Colas Rail sur des chantiers de renouvellement voie ballast | Opérationnel | 5 mai 2015             | - Type L45H (de) no L45H-21877. - Transmission hydraulique ; remotorisé avec un moteur Caterpillar 3412. - D'abord en location auprès de Colas Rail, puis acquis par l'association fin 2019. - 00,00 m, 32 t (00,0 t en ordre de marche), vitesse maximum : inconnue (770 ch). - Capacité du réservoir à gazole : 0 000 L (00,0 m3). |       |

### Autorails
Le CFBS détient 8 autorails, dont 1 est en service.

#### Origine réseau des bains de mer
| Numéro | Constructeur             | Année de construction | Origine                                                      | État actuel | Date d'arrivée au CFBS | Informations techniques | Photo |
| ------ | ------------------------ | --------------------- | ------------------------------------------------------------ | --- | ---------------------- | --- | ----- |
| M 31   | Ateliers VFIL de Lumbres | avant 1957            | Ex-VFIL Flandres puis CFTA Somme                             | Hors service (garé sous abri).                                                                                           | 8 juillet 1971         | - Autorail de type unidirectionnel, acquis neuf en 1957. - 9,4 m, 11 t (00,0 t en ordre de marche), vitesse maximum : 40 km/h (100 ch). - Motorisation : Willème F4M 517P à 4 cylindres en ligne de 100 ch. - Capacité du réservoir à gazole : 0 000 L (00,0 m3).                           |       |
| M 41   | Type 401 CGVFIL          | 1936                  | Ex-VFIL Flandres puis CFTA Somme                             | Hors service (épave). | 1973                   | - Autorail à bogies. - 14,65 m, 18 t (00,0 t en ordre de marche), vitesse maximum : 75 km/h (180 ch). - Motorisation : Willème F6M 517P à 6 cylindres en ligne de 180 ch. - Capacité du réservoir à gazole : 0 000 L (00,0 m3). - 48 places assises + 20 places debout.                     |       |
| M 42   | Type 401 CGVFIL          | 1936                  | Ex-Chemin de fer de Hermes à Beaumont puis CFTA Somme        | Hors service (châssis remis en état, à motoriser, en attente d'une nouvelle caisse, restauration actuellement suspendue) | 1973                   | - Autorail à bogies. - 14,65 m, 18 t (00,0 t en ordre de marche), vitesse maximum : 75 km/h (180 ch). - Motorisation : Willème F6M 517P à 6 cylindres en ligne de 150 ch. - Capacité du réservoir à gazole : 0 000 L (00,0 m3). - 48 places assises + 20 places debout. - Inscrit MH (2019) |       |
| M 43   | Type 401 CGVFIL          | 1936                  | Ex-Chemin de fer de Hermes à Beaumont puis CFTA Somme        | Hors service (épave). | 1973                   | - Autorail à bogies - 14,65 m, 18 t (00,0 t en ordre de marche), vitesse maximum : 75 km/h (180 ch). - Motorisation : Willème F6M 517P à 6 cylindres en ligne de 150 ch. - Capacité du réservoir à gazole : 0 000 L (00,0 m3). - 48 places assises + 20 places debout.                      |       |
| AM 23  | Billard A 150 D1         | 1938                  | Ex-Tramways d'Ille-et-Vilaine, Réseau breton puis CFTA Somme | Hors service (caisse restaurée, restauration actuellement suspendue, garé sous abri).                                    | 5 février 1972         | - Autorail démotorisé, devenu remorque R-6. - Anciennement 150 ch. - 12,9 m, 9,5 t (00,0 t en ordre de marche). - 36 places assises + 6/7 strapontins. |       |

#### Origine française
| Numéro | Constructeur   | Année de construction | Origine                   | État actuel                    | Date d'arrivée au CFBS | Informations techniques | Photo |
| ------ | -------------- | --------------------- | ------------------------- | ------------------------------ | ---------------------- | --- | ----- |
| X157   | De Dion-Bouton | 1938                  | Ex-CdN puis Réseau breton | Hors service (garé sous abri). | Juillet 1972           | - Autorail de type OC1 no 15. - 18,54 m, 19,5 t (00,0 t en ordre de marche), vitesse maximum : 50 km/h (180 ch). - Motorisation : Willème F8M 517P à 8 cylindres en ligne de 180 ch. - Capacité du réservoir à gazole : 0 000 L (00,0 m3). - 50 places assises + 8 strapontins. - Exposé lors de la "Fête de la Vapeur" de 2016. |       |
| X212   | SCF Verney     | 1951                  | Ex-Blanc-Argent           | Opérationnel                   | 14 septembre 2010      | - Mis à disposition par la SNCF sous convention et remis en état de marche en 2012. - 18,53 m, 18,5 t (00,0 t en ordre de marche), vitesse maximum : 85 km/h (147 kW). - Motorisation : SSCM Poyaud 6L520S1 de 220 ch. - Capacité du réservoir à gazole : 0 000 L (00,0 m3). - 54 places assises. - Radié le 8 octobre 2008.     |       |
| X213   | SCF Verney     | 1951                  | Ex-Blanc-Argent           | Hors service (garé sous abri). | 15 septembre 2010      | - Mis à disposition par la SNCF sous convention. - 18,53 m, 18,5 t (00,0 t en ordre de marche), vitesse maximum : 85 km/h (147 kW). - Motorisation : SSCM Poyaud 6L520S1 de 220 ch. - Capacité du réservoir à gazole : 0 000 L (00,0 m3). - 54 places assises. - Radié le 13 juin 2005.                                          |       |

### Véhicules de service

#### Origine réseau des bains de mer
| Véhicule              | Constructeur et date | Origine     | État actuel                                                          | Date d'arrivée au CFBS | Informations techniques | Photo |
| --------------------- | -------------------- | ----------- | -------------------------------------------------------------------- | ---------------------- | ----------------------- | ----- |
| Draisine Billard no 1 | Billard, 1928        | Ex-SE Somme | Hors service (restauration actuellement suspendue, garée sous abri). | Juillet 1972           | Moteur à essence Ballot |       |

#### Origine étrangère
| Véhicule                   | Constructeur et date          | Origine                       | État actuel    | Date d'arrivée au CFBS | Informations techniques                                                          | Photo |
| -------------------------- | ----------------------------- | ----------------------------- | -------------- | ---------------------- | -------------------------------------------------------------------------------- | ----- |
| Caleuse de traverses BHL 1 | Constructeur et date inconnus | Chemins de fer de Provence    | Opérationnelle | 2007                   | Elle est équipée d'un lorry moteur pour faciliter son déplacement sur le réseau. |       |
| Bourreuse Xm 193           | Robel, date inconnue          | l'Aare Seeland mobil (Suisse) | Opérationnelle | 23 novembre 2011       |                                                                                  |       |

### Voitures à voyageurs
Le CFBS détient 45 voitures à voyageurs, dont 30 sont en service (à bogies ou à essieux et à écartement métrique).

#### Origine réseau des bains de mer
| Voiture   | Constructeur et date                         | Type                                                         | État actuel                                                             | Date d'arrivée au CFBS | Informations techniques | Photo |
| --------- | -------------------------------------------- | ------------------------------------------------------------ | ----------------------------------------------------------------------- | ---------------------- | --- | ----- |
| ACf 10301 | La Construction (à Manage en Belgique), 1920 | Voiture à bogies avec deux plateformes d’extrémités ouvertes | Hors service (caisse reconstruite, équipements en cours d'installation) | 1973                   | - 00,00 m, 13,32 t. - 51 places assises au total (5 en 1re et 46 en 3e classe).                                                                                      |       |
| ACf 10302 | La Construction (à Manage en Belgique), 1920 | Voiture à bogies avec deux plateformes d’extrémités ouvertes | Opérationnelle                                                          | 1973                   | - 00,00 m, 13,32 t. - 51 places assises au total (5 en 1re et 46 en 3e classe). - Classé MH (1993)                                                                   |       |
| ACf 10303 | La Construction (à Manage en Belgique), 1920 | Voiture à bogies avec deux plateformes d’extrémités ouvertes | Opérationnelle (depuis 2017).                                           | 1973                   | - 00,00 m, 13,32 t. - 51 places assises au total (5 en 1re et 46 en 3e classe).                                                                                      |       |
| ACf 10305 | La Construction (à Manage en Belgique), 1920 | Voiture à bogies avec deux plateformes d’extrémités ouvertes | Hors service (châssis remis en état, caisse à reconstruire)             | Juillet 2003           | - 00,00 m, 13,32 t. - 51 places assises au total (5 en 1re et 46 en 3e classe).                                                                                      |       |
| ACf 10308 | La Construction (à Manage en Belgique), 1920 | Voiture à bogies avec deux plateformes d’extrémités ouvertes | Opérationnelle (depuis 2009).                                           | 11 mai 1971            | - 00,00 m, 13,32 t. - 51 places assises au total (5 en 1re et 46 en 3e classe).                                                                                      |       |
| BCf 10501 | La Construction (à Manage en Belgique), 1920 | Voiture à bogies avec deux plateformes d’extrémités ouvertes | Opérationnelle                                                          | 1973                   | - 00,00 m, 00,0 t. - 49 places assises au total (11 en 2e et 38 en 3e classe). - Classé MH (1993)                                                                    |       |
| BCf 10502 | La Construction (à Manage en Belgique), 1920 | Voiture à bogies avec deux plateformes d’extrémités ouvertes | Opérationnelle                                                          | 10 septembre 1970      | - Cette voiture a participé au premier train commercial du "CFBS" le 4 juillet 1971. - 00,00 m, 13,32 t. - 49 places assises au total (11 en 2e et 38 en 3e classe). |       |
| BCf 10504 | La Construction (à Manage en Belgique), 1920 | Voiture à bogies avec deux plateformes d’extrémités ouvertes | Opérationnelle                                                          | 1973                   | - 00,00 m, 13,32 t. - 49 places assises au total (11 en 2e et 38 en 3e classe). - Ancienne remorque d'autorail - Restaurée en livrée verte, ex-CFTA                  |       |
| BCf 10507 | La Construction (à Manage en Belgique), 1920 | Voiture à bogies avec deux plateformes d’extrémités ouvertes | Opérationnelle                                                          | 1973                   | - 00,00 m, 13,32 t. - 49 places assises au total (11 en 2e et 38 en 3e classe). - Classé MH (1993)                                                                   |       |
| BCf 10508 | La Construction (à Manage en Belgique), 1920 | Voiture à bogies avec deux plateformes d’extrémités ouvertes | Opérationnelle (depuis mai 1994).                                       | 1973                   | - Ex-CFTA. - 00,00 m, 13,32 t. - 49 places assises au total (11 en 2e et 38 en 3e classe). - Classé MH (1983)                                                        |       |
| BCf 10510 | La Construction (à Manage en Belgique), 1920 | Voiture à bogies avec deux plateformes d’extrémités ouvertes | Hors service (châssis à restaurer, caisse à reconstruire)               | 1973                   | - En livrée verte, ex-CFTA. - 00,00 m, 13,32 t. - 49 places assises au total (11 en 2e et 38 en 3e classe). - Classé MH (1993)                                       |       |

#### Origine française
| Voiture     | Constructeur et date        | Origine                                                                 | Type                                                          | État actuel                                       | Date d'arrivée au CFBS                           | Informations techniques | Photo |
| ----------- | --------------------------- | ----------------------------------------------------------------------- | ------------------------------------------------------------- | ------------------------------------------------- | ------------------------------------------------ | --- | ----- |
| As 51 Salon | Desouches David & Cie, 1889 | Ex-SE Allier                                                            | Voiture à bogies avec deux plateformes d’extrémités ouvertes  | Opérationnelle                                    | Caisse : 24 juillet 1974 Châssis : novembre 1986 | - Voiture dite "Salon". - 00,00 m, 00,0 t. - 12 places assises (salon) - Classé MH (1995) |       |
| ABef 4      | Decauville, 1906            | Ex-PLM (Ligne d'Orange à Buis-les-Baronnies)                            | Voiture à bogies avec deux plateformes d’extrémités ouvertes  | Hors service (en cours de restauration complète). | 14 avril 1999                                    | - 14,29 m, 14,45 t. - 52 places assises au total (9 en 1re et 43 en 2e classe). |       |
| ABef 5      | Decauville, 1906            | Ex-PLM (Ligne d'Orange à Buis-les-Baronnies)                            | Voiture à bogies avec deux plateformes d’extrémités ouvertes  | Opérationnelle (depuis 2002).                     | 14 avril 1999                                    | - 14,29 m, 14,45 t. - 52 places assises au total (9 en 1re et 43 en 2e classe). |       |
| ABCDf 12    | De Dietrich, 1894           | Ex-État/Réseau breton (exploitation SE)                                 | Voiture à bogies avec deux plateformes d’extrémités ouvertes  | Opérationnelle                                    | 30 octobre 1989                                  | - Propriété du AMTUIR (sous convention avec le CFBS). - 00,00 m, 00,0 t. - 30 places assises au total (14 en 1re / 2e et 16 en 3e classe).                                                                                                   |       |
| BCf 101     | ANF/Blanc-Misseron, 1894    | Ex-VFIL Oise (Ligne Estrées-Saint-Denis - Froissy - Crèvecœur-le-Grand) | Voiture à essieux avec deux plateformes d’extrémités ouvertes | Opérationnelle                                    | 6 avril 1971                                     | - Cette voiture a participé au premier train commercial du "CFBS" le 4 juillet 1971. - Propriété de la FACS (sous convention avec le CFBS). - 00,00 m, 00,0 t. - 32 places assises au total (8 en 2e et 24 en 3e classe). - Classé MH (1993) |       |

#### Origine suisse
| Voiture         | Constructeur et date            | Origine                                                                    | Type                                                                                                   | État actuel                                                        | Date d'arrivée au CFBS | Informations techniques | Photo |
| --------------- | ------------------------------- | -------------------------------------------------------------------------- | --- | ------------------------------------------------------------------ | ---------------------- | --- | ----- |
| BDf 201         | Schlieren, 1911                 | Ex-Chemins de fer électriques veveysans                                    | Voiture à essieux avec une plateforme d’extrémité ouverte                                              | Opérationnelle                                                     | Février 1978           | - 00,00 m, 00,0 t. - Révision générale en 2014 - Adaptée PMR en 2017. - 24 places assises                                                                                                |       |
| Bf 204          | Schlieren, 1911                 | Ex-Chemins de fer électriques veveysans                                    | Voiture à essieux avec deux plateformes d’extrémités ouvertes                                          | Opérationnelle                                                     | Février 1978           | - 00,00 m, 00,0 t. - 40 places assises |       |
| Bf 22 (ex-C 22) | SIG, 1893                       | Ex-Chemin de fer Yverdon-Sainte-Croix                                      | Voiture à essieux avec deux plateformes d’extrémités ouvertes                                          | Opérationnelle                                                     | Juin 1981              | - 00,00 m, 00,0 t. - 40 places assises au total (16 + 24 en 2e classe). |       |
| BDf 26          | SIG, 1893                       | Ex-Chemin de fer Yverdon-Sainte-Croix                                      | Voiture à essieux avec deux plateformes d’extrémités ouvertes                                          | Opérationnelle                                                     | Juin 1981              | - Ex-C 27 devenue BC 12 en 1907 puis C 26 en 1924. - 00,00 m, 00,0 t. - 24 places assises                                                                                                |       |
| Bf 27           | SIG, 1893                       | Ex-Chemin de fer Yverdon-Sainte-Croix                                      | Voiture à essieux avec deux plateformes d’extrémités ouvertes                                          | Opérationnelle                                                     | Juin 1981              | - Ex-C 21, devenue BC 13 en 1907 puis C 27 en 1924, transformée en Bf 27, (suppression du compartiment fourgon). - 00,00 m, 00,0 t. - 40 places assises au total (16 + 24 en 2e classe). |       |
| Bf 31           | SIG, 1929                       | Ex-Chemin de fer Yverdon-Sainte-Croix                                      | Voiture à bogies avec deux plateformes d’extrémités ouvertes                                           | Opérationnelle                                                     | Juin 1984              | - 13,95 m, 00,0 t. - 64 places assises au total (32 + 32 en 2e classe). |       |
| Bf 32           | SIG, 1929                       | Ex-Chemin de fer Yverdon-Sainte-Croix                                      | Voiture à bogies avec deux plateformes d’extrémités ouvertes                                           | Opérationnelle                                                     | Juin 1984              | - 13,95 m, 00,0 t. - 64 places assises au total (32 + 32 en 2e classe). |       |
| Bf 231          | SIG/WAB, 1952                   | Ex-Berner Oberland-Bahn                                                    | Voiture à bogies avec deux plateformes d’extrémités ouvertes                                           | Opérationnelle (depuis 2007).                                      | Novembre 2004          | - 13,19 m, 12 t. - 56 places assises au total (24 + 32 en 2e classe). |       |
| Bf 236          | SIG, 1956                       | Ex-Berner Oberland-Bahn                                                    | Voiture à bogies avec deux plateformes d’extrémités ouvertes                                           | Opérationnelle (depuis 2006).                                      | Novembre 2004          | - 17,11 m, 13,5 t. - 72 places assises au total (32 + 40 en 2e classe). |       |
| Bf 237          | SIG, 1956                       | Ex-Berner Oberland-Bahn                                                    | Voiture à bogies avec deux plateformes d’extrémités ouvertes                                           | Opérationnelle (depuis 2006).                                      | Juillet 2004           | - 17,11 m, 13,5 t. - 72 places assises au total (32 + 40 en 2e classe). |       |
| ABf 207         | SIG, 1956                       | Ex-Berner Oberland-Bahn                                                    | Voiture à bogies avec deux plateformes d’extrémités ouvertes                                           | Opérationnelle (depuis 2011).                                      | Novembre 2004          | - 17,11 m, 13,5 t. - 66 places assises au total (18 en 1re et 48 en 2e classe). |       |
| ABf 208         | SIG, 1956                       | Ex-Berner Oberland-Bahn                                                    | Voiture à bogies avec deux plateformes d’extrémités ouvertes                                           | Opérationnelle (depuis 2015).                                      | Novembre 2004          | - 17,11 m, 13,5 t. - 66 places assises au total (18 en 1re et 48 en 2e classe). |       |
| ABf 210         | SIG, 1956                       | Ex-Berner Oberland-Bahn                                                    | Voiture à bogies avec deux plateformes d’extrémités ouvertes                                           | Opérationnelle (depuis 2012).                                      | Juillet 2004           | - 17,11 m, 13,5 t. - 66 places assises au total (18 en 1re et 48 en 2e classe). |       |
| B 2212          | SIG, 1913 (métallisée en 1960). | Ex-Chemins de fer rhétiques, a transité sur le Dampfbahn Furka-Bergstrecke | Voiture à bogies avec deux plateformes d’extrémités fermées                                            | Hors service                                                       | 8 octobre 2009         | - Transformation en voiture "Snack". - 00,00 m, 00,0 t. |       |
| B 2214          | SIG, 1913 (métallisée en 1960). | Ex-Chemins de fer rhétiques, a transité sur le Dampfbahn Furka-Bergstrecke | Voiture à bogies avec deux plateformes d’extrémités fermées                                            | Hors service (en attente d'un réaménagement).                      | 15 octobre 2009        | - 00,00 m, 00,0 t. - 64 places assises au total (32 + 32 en 2e classe). |       |
| B 2371          | FFA-SIG, 1964                   | Ex-Chemins de fer rhétiques                                                | Voiture à bogies avec deux plateformes d’extrémités fermées                                            | Hors service (en attente d'une restauration complète).             | 9 février 2023         | - 00,00 m, 00,0 t. - 60 places assises |       |
| B 2373          | FFA-SIG, 1964                   | Ex-Chemins de fer rhétiques                                                | Voiture à bogies avec deux plateformes d’extrémités fermées                                            | Hors service (en attente d'une restauration complète).             | 16 février 2023        | - 00,00 m, 00,0 t. - 60 places assises |       |
| B 2290          | FFA-SIG, 1965                   | Ex-Chemins de fer rhétiques                                                | Voiture à bogies avec deux plateformes d’extrémités fermées                                            | Opérationnelle                                                     | 22 février 2023        | - 00,00 m, 00,0 t. - 60 places assises |       |
| B 2296          | FFA-SIG, 1965                   | Ex-Chemins de fer rhétiques                                                | Voiture à bogies avec deux plateformes d’extrémités fermées                                            | Hors service (en attente d'une restauration complète).             | 23 mars 2023           | - 00,00 m, 00,0 t. - 60 places assises |       |
| B 2297          | FFA-SIG, 1965                   | Ex-Chemins de fer rhétiques                                                | Voiture à bogies avec deux plateformes d’extrémités fermées                                            | Hors service (en cours de restauration complète).                  | 30 mars 2023           | - 00,00 m, 00,0 t. - 60 places assises |       |
| WR 3816         | FFA, 1987                       | Ex-Chemins de fer rhétiques                                                | Voiture à bogies avec deux plateformes d’extrémités fermées, en couplage dit « Jumbo » avec la WR 3817 | Opérationnelle                                                     | 3 décembre 2015        | - Rame restaurant "4 Saison" (dotée d'un compartiment cuisine équipé). - 00,00 m, 00,0 t. - 26 places assises                                                                            |       |
| WR 3817         | FFA, 1987                       | Ex-Chemins de fer rhétiques                                                | Voiture à bogies avec deux plateformes d’extrémités fermées, en couplage dit « Jumbo » avec la WR 3816 | Opérationnelle                                                     | 3 décembre 2015        | - Rame restaurant "4 Saison". - 00,00 m, 00,0 t. - 36 places assises |       |
| WR 3822         | FFA, 1982                       | Ex-Chemins de fer rhétiques                                                | Voiture à bogies avec deux plateformes d’extrémités fermées                                            | Hors service                                                       | 18 janvier 2018        | - 00,00 m, 00,0 t. - 36 places assises |       |
| A 1223          | FFA, 1963                       | Ex-Chemins de fer rhétiques                                                | Voiture à bogies avec deux plateformes d’extrémités fermées                                            | Hors service (en cours de restauration complète).                  | 23 mars 2022           | - 00,00 m, 00,0 t. - 36 places assises |       |
| A 1244          | FFA, 1963                       | Ex-Chemins de fer rhétiques                                                | Voiture à bogies avec deux plateformes d’extrémités fermées                                            | Hors service (en attente de transformation en voiture conférence). | 14 décembre 2021       | - 00,00 m, 00,0 t. |       |
| A 1247          | FFA, 1963                       | Ex-Chemins de fer rhétiques                                                | Voiture à bogies avec deux plateformes d’extrémités fermées                                            | Opérationnelle                                                     | 14 janvier 2022        | - 00,00 m, 00,0 t. - 36 places assises |       |
| A 1249          | FFA, 1963                       | Ex-Chemins de fer rhétiques                                                | Voiture à bogies avec deux plateformes d’extrémités fermées                                            | Opérationnelle                                                     | 1er avril 2022         | - 00,00 m, 00,0 t. - 36 places assises |       |
| BD 2295         | FFA-SIG, 1965                   | Ex-Matterhorn-Gotthard Bahn                                                | Voiture à bogies avec deux plateformes d’extrémités fermées                                            | Hors service (en attente de transformation en voiture cuisine).    | 13 juin 2024           | - 00,00 m, 00,0 t. |       |
| BD 2296         | SIG, date inconnue.             | Ex-Matterhorn-Gotthard Bahn                                                | Voiture à bogies avec deux plateformes d’extrémités fermées                                            | Hors service (en attente de réaménagement en voiture PMR).         | 26 janvier 2024        | - 00,00 m, 00,0 t. - 39 places assises |       |

### Voitures à voyageurs (à voie normale)
Le CFBS détient 1 voitures à voyageurs à voie normale (hors service).
| Voiture         | Constructeur et date                                                 | Origine | Type   | État actuel                                      | Date d'arrivée au CFBS | Informations techniques | Photo |
| --------------- | -------------------------------------------------------------------- | ------- | ------ | ------------------------------------------------ | ---------------------- | ----------------------- | ----- |
| A9c9ux 49 77032 | Société franco-belge de matériel de chemins de fer (à Raismes), 1978 | Ex-SNCF | bogies | Hors service (sert de local pour les bénévoles). | 19 octobre 2011        | - 00,00 m, 00,0 t.      |       |

### Fourgons à bagages
Le CFBS détient 12 fourgons, dont 8 sont en service.

#### Origine réseau des bains de mer
| Fourgon | Constructeur et date                                   | Type    | État actuel                                                                   | Date d'arrivée au CFBS | Informations techniques                                                                                                 | Photo |
| ------- | ------------------------------------------------------ | ------- | ----------------------------------------------------------------------------- | ---------------------- | --- | ----- |
| D 852   | Compagnie française de matériel de chemin de fer, 1890 | essieux | Opérationnel                                                                  | 10 septembre 1970      | - Ce fourgon a participé au premier train commercial du "CFBS" le 4 juillet 1971. - 00,00 m, 00,0 t. - Classé MH (1993) |       |
| D 10801 | La Construction (à Manage en Belgique), 1921           | essieux | Hors service (ancienne billetterie, reconverti en wagon de pièces détachées). | 1973                   | - 00,00 m, 00,0 t. - Surnom de ce fourgon : "Wagon à Léon"                                                              |       |

#### Origine française
| Fourgon | Constructeur et date | Origine                        | Type    | État actuel  | Date d'arrivée au CFBS | Informations techniques               | Photo |
| ------- | -------------------- | ------------------------------ | ------- | ------------ | ---------------------- | ------------------------------------- | ----- |
| D 803   | Blanc-Misseron, 1901 | Ex-SE réseau de Seine-et-Marne | essieux | Opérationnel | 26 mars 1971           | - 00,00 m, 00,0 t. - Classé MH (1993) |       |

#### Origine suisse
| Fourgon | Constructeur et date                              | Origine                                              | Type    | État actuel                                 | Date d'arrivée au CFBS | Informations techniques                                                                  | Photo |
| ------- | ------------------------------------------------- | ---------------------------------------------------- | ------- | ------------------------------------------- | ---------------------- | ---------------------------------------------------------------------------------------- | ----- |
| Dz 62   | SIG, 1912                                         | Ex-Chemin de fer Yverdon-Sainte-Croix (Suisse)       | bogies  | Hors service (reconverti en wagon atelier). | Juillet 1993           | - Ex-voiture BC 15 - 00,00 m, 00,0 t.                                                    |       |
| D 422   | Schweizerische Wagonsfabrik Schlieren (SWS), 1905 | Ex-Chemins de fer électriques de la Gruyère (Suisse) | essieux | Opérationnel                                | Juillet 2004           | - Ex-couvert K 301 - 00,00 m, 00,0 t.                                                    |       |
| D 522   | SIG, 1916                                         | Ex-Berner Oberland-Bahn, BOB (Suisse)                | bogies  | Opérationnel                                | Novembre 2004          | - 00,00 m, 00,0 t. - Aménagé pour le transport de vélos et poussettes.                   |       |
| D 523   | SIG, 1908                                         | Ex-Berner Oberland-Bahn, BOB (Suisse)                | bogies  | Opérationnel                                | Novembre 2004          | - 00,00 m, 00,0 t. - Aménagé en cuisine et affecté aux trains-restaurant.                |       |
| D 4213  | FFA-SIG, 1960                                     | Ex-Chemins de fer rhétiques                          | bogies  | Hors service (en attente de restauration)   | 15 novembre 2023       | - 00,00 m, 00,0 t.                                                                       |       |
| D 4215  | FFA-SIG, 1970                                     | Ex-Chemins de fer rhétiques                          | bogies  | Hors service (en attente de restauration)   | 22 novembre 2023       | - 00,00 m, 00,0 t.                                                                       |       |
| D 4218  | FFA-SIG, 1970                                     | Ex-Chemins de fer rhétiques                          | bogies  | Opérationnel                                | 5 juillet 2017         | - 00,00 m, 00,0 t. - Configuré en fourgon-générateur pour la rame restaurant "4 Saison". |       |
| D 71    | SIG, 1908                                         | Ex-chemin de fer Yverdon-Sainte-Croix (Suisse)       | essieux | Opérationnel                                | 16 juin 2021           | - 00,00 m, 00,0 t. - Entièrement reconstruit par les ateliers des RhB en 1965.           |       |
| D 72    | SIG, 1908                                         | Ex-chemin de fer Yverdon-Sainte-Croix (Suisse)       | essieux | Opérationnel                                | 18 juin 2021           | - 00,00 m, 00,0 t. - Entièrement reconstruit par les ateliers des RhB en 1965.           |       |

### Wagons de marchandises (Wagons couverts)
Le CFBS détient 13 wagons de marchandises de type couverts, dont 4 sont en service et sont utilisés comme fourgons occasionnels.

#### Origine réseau des bains de mer
| Wagon   | Constructeur et date                         | Type    | État actuel                                            | Date d'arrivée au CFBS | Informations techniques | Photo |
| ------- | -------------------------------------------- | ------- | ------------------------------------------------------ | ---------------------- | --- | ----- |
| K 11013 | La Construction (à Manage en Belgique), 1921 | essieux | Opérationnel                                           | 1973                   | - Restauré en 2009. - Le chiffre 1 devant le numéro, désigne les wagons remplacés en 1920 à la suite des destructions de la guerre. - 00,00 m, 00,0 t. |       |
| K 1219  | Baume et Marpent entre 1890/1910             | essieux | Hors service (en attente d'une restauration complète). | 1973                   | - 00,00 m, 00,0 t. |       |
| K 1247  | Baume et Marpent entre 1890/1910             | essieux | Hors service (en attente d'une restauration complète). | 1973                   | - 00,00 m, 00,0 t. |       |
| K 1254  | Baume et Marpent entre 1890/1910             | essieux | Hors service (en attente d'une restauration complète). | 1973                   | - 00,00 m, 00,0 t. |       |
| K 1276  | Baume et Marpent entre 1890/1910             | essieux | Hors service (en attente d'une restauration complète). | 1973                   | - 00,00 m, 00,0 t. |       |
| Kf 2222 | Baume et Marpent entre 1890/1910             | essieux | Opérationnel                                           | 1973                   | - 00,00 m, 00,0 t. |       |
| Kf 2224 | Baume et Marpent entre 1890/1910             | essieux | Hors service (en attente d'une restauration complète). | 1973                   | - 00,00 m, 00,0 t. |       |
| Kf 2246 | Baume et Marpent entre 1890/1910             | essieux | Hors service                                           | 1973                   | - 00,00 m, 00,0 t. - Propriété d'un particulier |       |

#### Origine française
| Wagon   | Constructeur et date            | Origine          | Type    | État actuel                                       | Date d'arrivée au CFBS | Informations techniques                                           | Photo |
| ------- | ------------------------------- | ---------------- | ------- | ------------------------------------------------- | ---------------------- | ----------------------------------------------------------------- | ----- |
| K 434   | Constructeur inconnu, vers 1900 | Ex-Réseau breton | essieux | Hors service (en cours de restauration complète). | 1978                   | - 00,00 m, 00,0 t. - Wagon équipé d'une vigie. - Classé MH (1993) |       |
| Kf 1584 | Constructeur inconnu, vers 1900 | Ex-Réseau breton | essieux | Hors service                                      | 1978                   | - 00,00 m, 00,0 t.                                                |       |
| Kf 1590 | Constructeur inconnu, vers 1900 | Ex-Réseau breton | essieux | Opérationnel                                      | 1978                   | - 00,00 m, 00,0 t.                                                |       |

#### Origine suisse
| Wagon  | Constructeur et date | Origine                                     | Type    | État actuel  | Date d'arrivée au CFBS | Informations techniques                                                              | Photo |
| ------ | -------------------- | ------------------------------------------- | ------- | ------------ | ---------------------- | ------------------------------------------------------------------------------------ | ----- |
| Kf 603 | Schlieren, 1903      | Ex-Chemins de fer électriques de la Gruyère | essieux | Opérationnel | Février 1978           | - SWS 1903, ex-CEG K 46, puis GFM K 603 (utiliser comme fourgon). - 00,00 m, 00,0 t. |       |

### Wagons de marchandises (Wagons tombereaux)
Le CFBS détient 7 wagons de marchandises de type tombereaux, dont 2 sont en service.

#### Origine réseau des bains de mer
| Wagon   | Constructeur et date                         | Type    | État actuel  | Date d'arrivée au CFBS | Informations techniques | Photo |
| ------- | -------------------------------------------- | ------- | ------------ | ---------------------- | --- | ----- |
| U 13021 | La Construction (à Manage en Belgique), 1921 | essieux | Opérationnel | 1973                   | Le chiffre 1 placé devant les numéros, concerne les véhicules reconstruits en 1920. 6 années auront été nécessaires pour restaurer complètement ce wagon qui était au départ qu'une épave. Classé MH (1993) |       |
| U 3305  | Baume et Marpent entre 1890 et 1910          | essieux | Hors service | 1973                   | Classé MH (1993) |       |
| U 3387  | Baume et Marpent entre 1890 et 1910          | essieux | Hors service | 1973                   | |       |

#### Origine suisse
| Wagon   | Constructeur et date   | Origine                                                                           | Type    | État actuel  | Date d'arrivée au CFBS | Informations techniques | Photo |
| ------- | ---------------------- | --------------------------------------------------------------------------------- | ------- | ------------ | ---------------------- | ----------------------- | ----- |
| Uf 4501 | Pétolat, 1912          | Ex-Ferrovia Appennino Centrale puis Chemin de fer Yverdon-Sainte-Croix (L 209 ?). | essieux | Hors service | 1978                   |                         |       |
| Uf 4502 | Pétolat, 1905          | Ex-Chemin de fer Yverdon-Sainte-Croix (L 205).                                    | essieux | Opérationnel | Juin 1981              |                         |       |
| Uf 4503 | Baume et Marpent, 1886 | Ex-Ferrovia Appennino Centrale puis Chemin de fer Yverdon-Sainte-Croix (L 210 ?). | essieux | Hors service | 1981                   |                         |       |
| Uf 4504 | Baume et Marpent, 1886 | Ex-Ferrovia Appennino Centrale puis Chemin de fer Yverdon-Sainte-Croix (L 211).   | essieux | Hors service | Juin 1981              |                         |       |

### Wagons de marchandises (Wagons plats)
Le CFBS détient 10 wagons de marchandises de type plats, dont 6 sont en service.

#### Origine réseau des bains de mer
| Wagon  | Constructeur et date                                | Type    | État actuel  | Date d'arrivée au CFBS | Informations techniques          | Photo |
| ------ | --------------------------------------------------- | ------- | ------------ | ---------------------- | -------------------------------- | ----- |
| T 9209 | Constructeur et date inconnus.                      | essieux | Opérationnel | 1973                   | Wagon plat à double tamponnement |       |
| T 9220 | Constructeur et date inconnus                       | essieux | Opérationnel | 1973                   |                                  |       |
| MMX 3  | Construit en Allemagne (constructeur inconnu), 1915 | bogies  | Hors service | 1973                   |                                  |       |

#### Origine française
| Wagon  | Constructeur et date   | Origine                     | Type    | État actuel  | Date d'arrivée au CFBS | Informations techniques | Photo |
| ------ | ---------------------- | --------------------------- | ------- | ------------ | ---------------------- | ----------------------- | ----- |
| H 5201 | Baume et Marpent, 1922 | Ex-Établissements Paul Frot | essieux | Hors service | 3 avril 1971           |                         |       |

#### Origine suisse
| Wagon  | Constructeur et date | Origine                                                                | Type    | État actuel                                       | Date d'arrivée au CFBS | Informations techniques                                         | Photo |
| ------ | -------------------- | ---------------------------------------------------------------------- | ------- | ------------------------------------------------- | ---------------------- | --------------------------------------------------------------- | ----- |
| H 9501 | SIG, 1908            | Ex-chemin de fer Yverdon-Sainte-Croix (Suisse) M 310 II                | essieux | Opérationnel                                      | 1976                   | Ce wagon est équipé de deux citernes                            |       |
| H 9502 | Pétolat, 1905        | Ex-chemin de fer Yverdon-Sainte-Croix (Suisse) M 302 puis Kk 302       | essieux | Opérationnel                                      | 1976                   |                                                                 |       |
| H 9503 | SIG, 1893            | Ex-chemin de fer Yverdon-Sainte-Croix (Suisse) M 309 II puis Kk 309 II | essieux | Opérationnel                                      | 1976                   | Ce wagon est équipé d'une citerne et d'un système de désherbage |       |
| H 9504 | SIG, 1893            | Ex-chemin de fer Yverdon-Sainte-Croix (Suisse) M 305 puis Kk 305       | essieux | Hors service (en cours de restauration complète). | 1976                   |                                                                 |       |

#### Origine portugaise
| Wagon(s) | Constructeur et date                   | Origine                                                                                   | Type   | État actuel  | Date d'arrivée au CFBS | Informations techniques      | Photo |
| -------- | -------------------------------------- | ----------------------------------------------------------------------------------------- | ------ | ------------ | ---------------------- | ---------------------------- | ----- |
| T 9301   | Ateliers Germain, 1905                 | Ex-Comboios de Portugal (Portugal) ACE 4132 puis no 3729-024.                             | bogies | Opérationnel | 25 juillet 2006        | Ancienne voiture à voyageurs |       |
| T 9302   | Ateliers de Godarville, date inconnue. | Ex-Comboios de Portugal (Portugal) Numéro compris entre ACE 4118 à 4127 puis no 3729-032. | bogies | Hors service | 25 juillet 2006        | Ancienne voiture à voyageurs |       |

### Wagons de marchandises (à voie normale)
Le CFBS détient également 7 wagons à voie normale de différents type (aucun n'est en service). Confiés par la SNCF en 2022.
Longtemps garés à Romilly-sur-Seine, ces wagons permettront de reconstituer une rame marchandises historique avec le wagon raccord à double tamponnement, comme il en circulait à l'époque des CFTA entre Noyelles et Saint-Valery-Port.
| Wagon                           | Constructeur et date                                                                    | Type                      | État actuel                                            | Date d'arrivée au CFBS | Informations techniques | Photo |
| ------------------------------- | --------------------------------------------------------------------------------------- | ------------------------- | ------------------------------------------------------ | ---------------------- | ----------------------- | ----- |
| Est Plat (numéro inconnu)       | Constructeur et date inconnus.                                                          | Wagon plat à essieux bas  | Hors-service (en attente d'une restauration complète). | Novembre 2022          |                         |       |
| Est Plat NNTouw 82717 "Q-42"    | Ateliers de construction du Nord de la France et Nicaise et Delcuve entre 1906 et 1909. | Wagon plat à essieux      | Hors service (en attente d'une restauration complète). | Novembre 2022          | Classé MH (1990)        |       |
| PLM citerne à goudron SC-967381 | Ateliers de construction du Nord de la France, 1910                                     | Wagon citerne à essieux   | Hors service (en attente d'une restauration complète). | Novembre 2022          | Classé MH (1990)        |       |
| État citerne SC-50330           | Waggonfabrik AG vorm. P. Herbrand & Co (à Köln-Ehrenfeld), 1915                         | Wagon citerne à essieux   | Hors service (en attente d'une restauration complète). | Novembre 2022          | Classé MH (1990)        |       |
| Est citerne USA SCy-51792       | Constructeur inconnu, 1918                                                              | Wagon citerne à bogies    | Hors service (en attente d'une restauration complète). | Novembre 2022          |                         |       |
| Est tombereau OCEM 29 Tw-754290 | Baume et Marpent, 1931                                                                  | Wagon tombereau à essieux | Hors service (en attente d'une restauration complète). | Novembre 2022          | Classé MH (1990)        |       |
| État couvert II K-209613        | Constructeur inconnu, 1919                                                              | Wagon couvert à essieux   | Hors service (en attente d'une restauration complète). | Novembre 2022          | Classé MH (1990)        |       |

### Wagons spéciaux
| Wagon                                 | Constructeur et date           | Origine                                  | Type    | État actuel           | Date d'arrivée au CFBS | Informations techniques                                                                                     | Photo |
| ------------------------------------- | ------------------------------ | ---------------------------------------- | ------- | --------------------- | ---------------------- | --- | ----- |
| Wagon-grue de manutention de 5 tonnes | Constructeur inconnu, 1890     | Ex-SE Somme                              | essieux | Hors service          | 1973                   | |       |
| Wagon plat porte-flèche G 9009        | Constructeur et date inconnus. | Ex-SE Somme                              | essieux | Hors service          | 1973                   | |       |
| Chevalet roulant Rollbock Ua 905 A    | Constructeur et date inconnus. | Ex-Dampfbahn Furka-Bergstrecke (Suisse)  | bogie   | Hors service          | Octobre 2009           | |       |
| Chevalet roulant Rollbock Ua 905 B    | Constructeur et date inconnus. | Ex-Dampfbahn Furka-Bergstrecke (Suisse)  | bogie   | Hors service          | Octobre 2009           | |       |
| Wagon trémie F 4801                   | Constructeur inconnu, 1956     | Ex-Mitteldeutsche Braunkohle (Allemagne) | bogies  | Opérationnel          | Octobre 2009           | Wagon monté sur bogies munis de crémaillère. Provient de la ligne ex-CFI de Đà Lạt - Nha Trang au Viêt Nam. |       |
| Wagon atelier X 4902                  | Waggonfabrik Rastatt AG, 1906  | Ex-Chemins de fer rhétiques              | bogies  | Hors service          | 17 septembre 2014      | Ancien wagon de secours des Chemins de fer rhétiques                                                        |       |
| Wagonnet plat porte-engins T 9401     | Constructeur et date inconnus. | Ex-TSO                                   | essieux | Opérationnel          | Octobre 2013           | |       |
| Wagonnet plat porte-engins T 9402     | Constructeur et date inconnus. | Ex-TSO                                   | essieux | Hors service          | Octobre 2013           | |       |
| Wagonnet benne basculante A 42        | Pétolat, 1919                  | Ex-Entreprise Paul Frot                  | essieux | Hors service (épave). | 3 avril 1971           | |       |
| Wagonnet benne basculante A 45        | Pétolat, 1911                  | Ex-Entreprise Paul Frot                  | essieux | Hors service (épave). | 3 avril 1971           | |       |

### Wagons spéciaux (à voie normale)
| Wagon              | Constructeur et date           | Origine | Type    | État actuel  | Date d'arrivée au CFBS | Informations techniques | Photo |
| ------------------ | ------------------------------ | ------- | ------- | ------------ | ---------------------- | ----------------------- | ----- |
| Wagonnet plat T 11 | Constructeur et date inconnus. | Ex-SNCF | essieux | Hors service | 2009                   |                         |       |

### Matériels déconstruits

#### Autorail
| Matricule | Constructeur et date | Origine         | Informations techniques | Photo |
| --------- | -------------------- | --------------- | --- | ----- |
| X214      | SCF Verney, 1950     | Ex-Blanc-Argent | - Autorail accidenté (épave). - 18,53 m, 18,5 t (00,0 t en ordre de marche), vitesse maximum : 85 km/h (147 kW). - Motorisation : SSCM Poyaud 6L520S1 de 220 ch. - Capacité du réservoir à gazole : 0 000 L (00,0 m3). - 54 places assises. |       |

#### Wagons couverts
| Wagon               | Constructeur et date                         | Origine     | Type    | Informations techniques                                                                                  | Photo |
| ------------------- | -------------------------------------------- | ----------- | ------- | --- | ----- |
| K 11008             | La Construction (à Manage en Belgique), 1921 | Ex-SE Somme | essieux | Le chiffre 1 placé devant les numéros, concerne les véhicules reconstruits en 1920.                      |       |
| K 11025 (ex-K 2225) | La Construction (à Manage en Belgique), 1921 | Ex-SE Somme | essieux | - Le chiffre 1 placé devant les numéros, concerne les véhicules reconstruits en 1920. - Classé MH (1993) |       |
| Kf 12005            | La Construction (à Manage en Belgique), 1921 | Ex-SE Somme | essieux | Le chiffre 1 placé devant les numéros, concerne les véhicules reconstruits en 1920.                      |       |

#### Wagons tombereaux
| Wagon    | Constructeur et date                         | Origine     | Type    | Informations techniques                                                             | Photo |
| -------- | -------------------------------------------- | ----------- | ------- | ----------------------------------------------------------------------------------- | ----- |
| U 13053  | La Construction (à Manage en Belgique), 1921 | Ex-SE Somme | essieux | Le chiffre 1 placé devant les numéros, concerne les véhicules reconstruits en 1920. |       |
| U 13056  | La Construction (à Manage en Belgique), 1921 | Ex-SE Somme | essieux | Le chiffre 1 placé devant les numéros, concerne les véhicules reconstruits en 1920. |       |
| Uf 14008 | La Construction (à Manage en Belgique), 1921 | Ex-SE Somme | essieux | Le chiffre 1 placé devant les numéros, concerne les véhicules reconstruits en 1920. |       |

## Matériels roulants ayant quitté l'association
| Matériel(s)/Numéro                        | Configuration | Constructeur et date                                            | Parti vers                                                                        | Origine et informations techniques | Photo |
| ----------------------------------------- | ------------- | --------------------------------------------------------------- | --------------------------------------------------------------------------------- | --- | ----- |
| 11                                        | 020T          | Corpet-Louvet, 1921 (no 1589).                                  | Partie en 2007 pour le train du Bas-Berry.                                        | - Locomotive surnommée « La Grise ». - Ex-Entreprise Paul Frot. - 6,24 m, 14,8 t (00,0 t en ordre de marche), vitesse maximum : inconnue. - Timbre chaudière : 12,5 kg/cm2. - Capacité de la soute à charbon : 380 kg. - Capacité de la soute à eau : 1 500 L (1,5 m3). - Distribution Walschaerts à tiroirs plans. - Cette locomotive est la propriété de la FACS. - Revenue temporairement sur le réseau à l'occasion de la "Fête de la Vapeur" de 2013. |       |
| 15                                        | 020T          | Corpet-Louvet, 1925 (no 1667).                                  | Partie en 2014 pour l'association des chemins de fer des Côtes-du-Nord.           | - Locomotive surnommée « La Marron ». - Ex-Entreprise Paul Frot. - 6,24 m, 14,8 t (00,0 t en ordre de marche), vitesse maximum : inconnue. - Timbre chaudière : 12,5 kg/cm2. - Capacité de la soute à charbon : 380 kg. - Capacité de la soute à eau : 1 500 L (1,5 m3). - Distribution Walschaerts à tiroirs plans. - Cette locomotive est la propriété de la FACS.                                                                                       |       |
| Locotracteur CFD BA no 12                 |               | CFD Ateliers de Neuillé-Chablis, 1941                           | Parti le 7 octobre 2011 pour le train du Bas-Berry.                               | - Ex-chemin de fer du Blanc-Argent. - 6,4 m, 16 t, vitesse maximum : 45 km/h. - Surnommé "Bigoudi" à cause des réservoirs du frein à vide qui étaient disposés en toiture. |       |
| Draisine DU65 no 046                      |               | Compagnie Industrielle de Matériel de Transport, date inconnue. | Parti en 2015 pour la Transvap.                                                   | - Ex-SNCF. - 8,33 m, 00,0 t, vitesse maximum : 80 km/h. |       |
| Voitures à voyageurs B 317 et B 326       |               | Decauville, 1926                                                | Parties en novembre 2010 pour l'association des chemins de fer des Côtes-du-Nord. | - Ex-Chemins de fer de Madagascar. - 0,00 m, 00,0 t. |       |
| Wagons trémie à bogies Ty-no 4 et Ty-no 6 |               | Cie Française de Matériel de Chemin de Fer, 1948                | Parti le 22 septembre 2011 pour le chemin de fer du Vivarais.                     | - Ex-Mine d'Orne. - 8 m, 13,5 t, capacité : 18 m3. |       |
| Wagon trémie Ff 40 (voie normale)         |               |                                                                 | Parti en janvier 2014 pour le Vélorail du Périgord Vert.                          | - Ex-SNCF. - 0,00 m, 00,0 t. |       |

### Ouvrages
- Philip Pacey (dir.), Roland Arzul, Guy Lenn et Geoffrey Nickson, Les chemins de fer de la Baie de Somme : Le Réseau des Bains de Mer [« Railways of the Baie de Somme »], Grande-Bretagne, Oakwood Press, coll. « Séries X », 2002 (1re éd. 1999), 176 p. (ISBN 978-0-85361-590-3, présentation en ligne)En 176 pages illustrées de 170 photos, cartes et plans, l’auteur retrace les premiers pas, la croissance, le déclin et la résurrection du « Réseau des Bains de Mer », caractérisé de 1887 à 1972 par un double rôle de transport des estivants et de service à l’économie locale.
- Maurice Testu, Patrice Candillon, Jean-Michel Candillon, Alain Valegeas et Nicolas Novel-Catin, Le Chemin de fer de la baie de Somme, Éditions du Cabri (réimpr. 2003), 2e éd. (1re éd. 1993), 32 p. (ISBN 978-2-914603-09-6 et 2-914603-09-6).
- Maurice Testu, Le Chemin de fer de la baie de la Somme : Du réseau des bains de mer au CFBS, Paris, La Vie du Rail, 2011, 160 p. (ISBN 978-2-918758-25-9).

### Articles
- Maurice Testu, « L'Histoire du Chemin de fer de la baie de la Somme », Chemins de fer régionaux et urbains, Paris, FACS et UNECTO, no 273 « La Grande Histoire du Chemin de fer de la baie de la Somme »,‎ 1999 (ISSN 1141-7447).
- Jean-Louis Rochaix, « Beton-Bazoches bientôt centenaire », Voie Libre, Auray, LR Presse, no 55,‎ juillet 2009, p. 30-33 (ISSN 1277-3646).
- « Le Chemin de fer de la baie de la Somme : un ex-départemental en terre picarde », Rail Passion (hors série),‎ juin 2010, p. 10-24 (ISSN 1261-3665).